# Viseu
Viseu é uma cidade portuguesa e capital da sub-região de Viseu Dão-Lafões, pertencendo à região do Centro e ao distrito de Viseu e ainda à antiga província da Beira Alta.  
É sede do Município de Viseu que tem uma área total de 507,10 km2, 103.502 habitantes em 2021 e uma densidade populacional de 204 habitantes por km2, subdividido em 25 freguesias. O município é limitado a norte pelo município de Castro Daire, a nordeste por Vila Nova de Paiva, a leste por Sátão e Penalva do Castelo, a sudeste por Mangualde e Nelas, a sul por Carregal do Sal, a sudoeste por Tondela, a oeste por Vouzela e a noroeste por São Pedro do Sul.
Para além de sede de distrito e de município, Viseu é igualmente sede de diocese e de comarca.
Segundo um inquérito de opinião organizado pela DECO de 2007 sobre qualidade de vida, Viseu é a 17.ª cidade europeia com maior qualidade de vida entre as 76 do estudo, sendo ainda a primeira das 18 cidades capitais de distrito portuguesas com melhor qualidade de vida. Em 2012 foi considerada, mais uma vez, a cidade portuguesa com melhor qualidade de vida. 2017 foi o ano oficial para visitar Viseu. Em 2018, Viseu celebrou-se como a "Cidade Europeia do Folclore" através do Festival Europeade. Em 2019, a cidade foi designada como Destino de Gastronomia.

## Símbolos e etimologia
Há menos de 10 anos foi encontrada uma ara no morro, ocupado pela sé catedral, que permitiu conhecer qual o nome, até aos dias de hoje mais antigo do lugar que viria a ser conhecido como Viseu. A ara votiva tinha uma inscrição latina e a leitura proposta pelo epigrafista Luís Fernandes é a seguinte:
“Às deusas e deuses vissaieigenses. Albino, filho de Quéreas, cumpriu o voto de bom grado e merecidamente.”
Segundo o mesmo especialista a ara datará possivelmente do século I e o nome do local seria Vissaium que se transformou em Vis(s)eum (Era Romana) e mais tarde em Viseo (Idade Média), Vizeu e Viseu. Este achado permitiu recuar cinco séculos, uma vez que a forma Viseo, era conhecida por constar em documentos autênticos do século VI.
Entre os anos 712 e 1057, período da ocupação muçulmana, Viseu era conhecida por Castro Vesense - Vesi significada "visigodo".
A lenda representada no brasão da cidade, refere-se a o rei Ramiro II de Leão que, em viagem para outras terras, conheceu Sara, a irmã de Alboazar, rei do castelo de Gaia, por quem se apaixonou. Tal foi a paixão que se apoderou do rei, que este raptou Sara. Ao saber do sucedido, o irmão de Sara vingou-se raptando a esposa do rei, D. Urraca. Ferido no orgulho, D. Ramiro teria escolhido em Viseu alguns dos seus melhores guerreiros para o acompanharem, penetrando sorrateiramente no castelo, e deixando os guerreiros nas proximidades. Enquanto Alboazar caçava, D. Ramiro conseguiu entrar no castelo e encontrar D. Urraca que, sabendo da traição do marido, recusou-se a acompanhá-lo. Quando Alboazar regressou da caça, D. Urraca decide vingar-se do marido mostrando-o ao raptor. Ramiro, aprisionado e condenado à execução, pede para, como último desejo, morrer ao som da sua buzina, que era o sinal que tinha combinado com os soldados para entrarem no castelo. Ao final do sexto toque, os soldados cercam imediatamente o castelo, incendiando-o. Alboazar morreria às mãos dos soldados do rei Ramiro.

## História

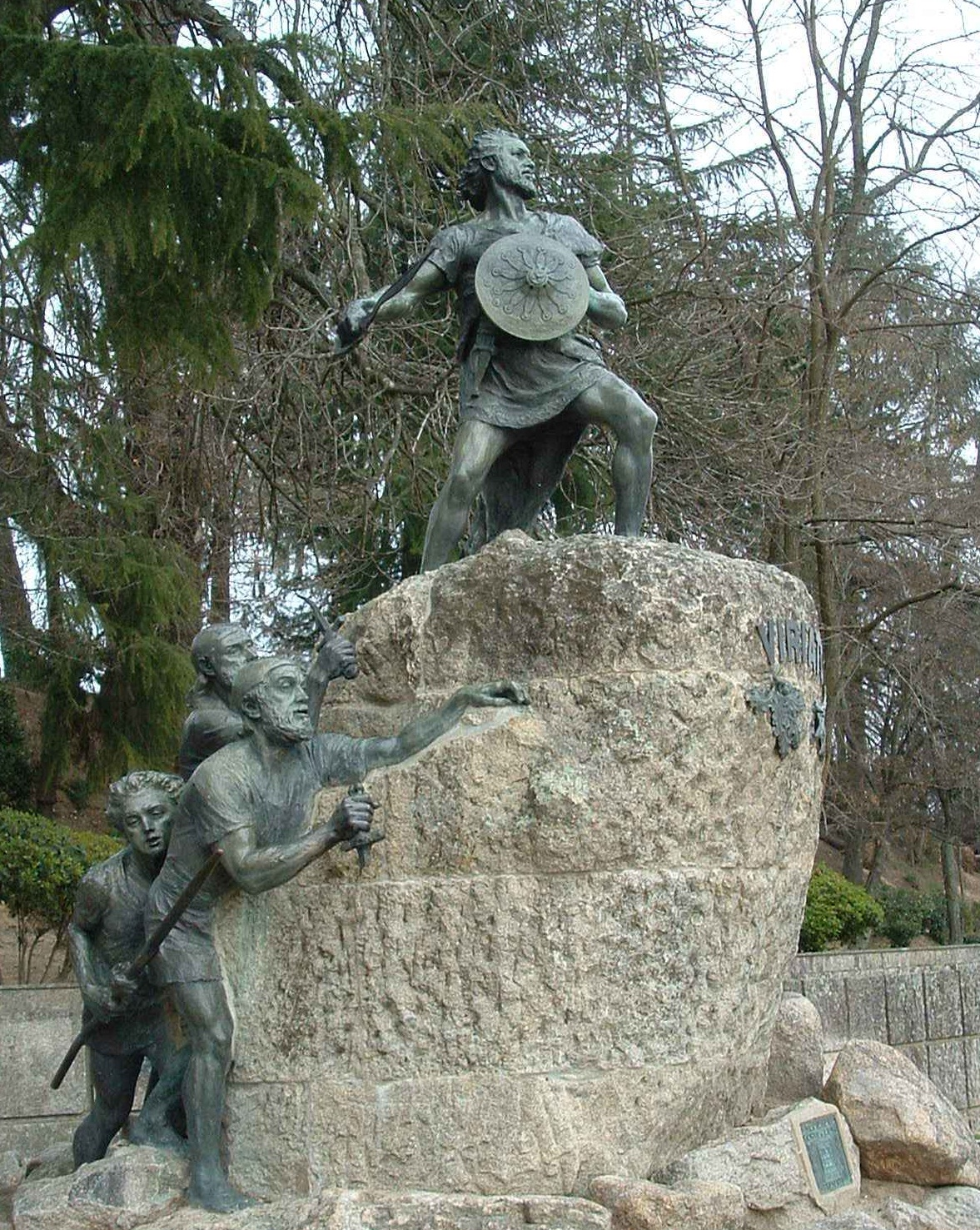
Viriato, herói lusitano

As origens da cidade de Viseu remontam à época castreja. Com a Romanização, ganhou grande importância, quiçá devido ao entroncamento de estradas romanas de cuja existência restam apenas como prova os miliários (passíveis de validação pelas inscrições) que se encontram: dois em Reigoso (Oliveira de Frades), outros dois em Benfeitas (Oliveira de Frades), um em Vouzela, dois em Moselos (Campo), um em São Martinho (Orgens), um na cidade (na Rua do Arco), outro em Alcafache (Mangualde) e mais dois em Abrunhosa (Mangualde); outros mais existem, mas devido à ausência de inscrições, a origem é duvidosa. Estes miliários alinham-se num eixo que parece corresponder à estrada de Mérida (Espanha), que se intersectaria com a ligação Olisipo-Cale-Bracara, outros dois polos bastante influentes. Talvez por esse motivo se possa justificar a edificação da estrutura defensiva octogonal, de dois quilómetros de perímetro - a Cava de Viriato.
Viseu está associada à figura de Viriato, já que se pensa que este herói lusitano tenha talvez nascido nesta região. Depois da ocupação romana na península, seguiu-se a elevação da cidade a sede de diocese, já em domínio visigótico, no século VI. No século VIII, foi ocupada pelos muçulmanos, como a maioria das povoações ibéricas e, durante a Reconquista da península, foi alvo de ataques e contra-ataques alternados entre cristãos e muçulmanos. Foi repovoada por Hermenegildo Guterres, conde de Coimbra, no ano de 868, tendo pertencido a este condado até à última década do século X, aquando da ofensiva de Almançor, que saqueou a vila em 981 e ocupou-a em 987, quando conquistou também Coimbra e Lamego. De destacar a morte de D. Afonso V rei de Leão e Galiza no cerco a Viseu em 1028, morto por uma flecha oriunda da muralha árabe (cujos vestígios seguem a R. João Mendes, Largo de Santa Cristina e sobem pela R. Formosa). A reconquista definitiva caberia a Fernando Magno rei de Leão, a 25 de Julho de 1058, durante a campanha das Beiras, depois de assassinar em 1037 o legítimo rei Bermudo III (filho de D. Afonso V) vencedor da batalha de Cesar em 1035 (segundo a crónica dos Godos).
Mesmo antes da formação do Condado Portucalense, Viseu foi várias vezes residência dos condes D. Teresa e D. Henrique que, em 1123 lhe concedem um foral. O filho destes, D. Afonso Henriques, terá nascido em Viseu a 5 de agosto de 1109, segundo a tese do historiador Almeida Fernandes. O segundo foral foi-lhe concedido pelo filho dos condes, D. Afonso Henriques, em 1187, e confirmado por D. Afonso II, em 1217.
Viseu foi constituído senhorio pela primeira vez a 7 de julho de 1340, data em que D. Afonso IV o doou à sua nora D. Constança, aquando do seu casamento com o seu filho e sucessor, o futuro D. Pedro I. Por morte desta rainha, D. Pedro I doou o senhorio, a 9 de junho de 1357, à sua própria mãe, a rainha D. Beatriz de Castela, viúva de D. Afonso IV. Quando D. Beatriz morreu, em 1359, o senhorio de Viseu voltou às mãos da coroa, até que a 2 de outubro de 1377 o rei D. Fernando I, filho da antedita rainha D. Constança, o doou à sua filha natural, a condessa D. Isabel, que foi senhora de Viseu até 1383 e aí mandou construir uma torre, onde ficava quando estava na cidade. Com a crise dinástica de 1383–1385, o senhorio reverteu novamente para a coroa, assim ficando até à criação do ducado de Viseu em 1415.
No século XV, a Viseu é doado ao Infante D. Henrique, como parte da concessão do título de Duque de Viseu. Encontra-se uma estátua deste infante, construída em 1960, na rotunda que dá acesso à rua do mesmo nome. O seu irmão e rei, D. Duarte, nasceu em Viseu, a 31 de outubro de 1391.

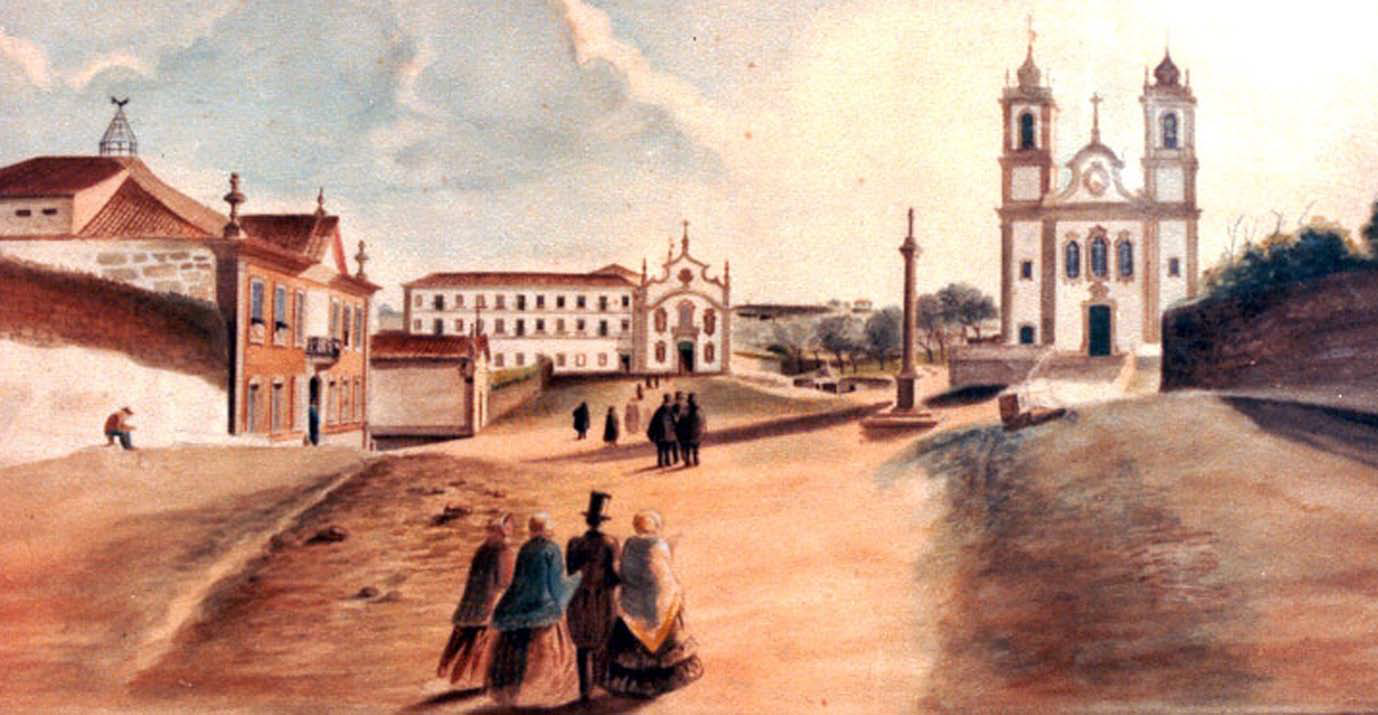
Vista do Largo de Santa Cristina no século XIX, pintura de António José Pereira

No século XVI, em 1513, D. Manuel I renova o foral de Viseu, e assiste-se a uma expansão para atual zona central, o Rossio que, em pouco tempo, se tornaria o ponto de encontro da sociedade, e cuja primeira referência data de 1534. É neste século que vive Vasco Fernandes, um importante pintor português cuja obra se encontra espalhada por várias igrejas da região e no Museu Grão Vasco, perto da Sé.
No século XIX é construído o edifício da Câmara Municipal, no Rossio, trasladando consigo o centro da cidade, anteriormente na parte alta. Daí ao cume da colina, segue a Rua Direita, onde se encontra uma grande parte de comércio e construções medievais.

## Geografia
Viseu tem uma posição central em relação ao distrito e ao concelho, localizando-se no designado "Planalto de Viseu".
É envolvida por um sistema montanhoso, constituído a norte pelas serras de Leomil, Montemuro e Lapa, a noroeste a serra do Arado, a sul e sudoeste as serras da Estrela e Lousã, e a oeste a serra que mais diretamente influencia esta área, a do Caramulo. O município caracteriza-se por uma superfície irregular com altitudes compreendidas entre os 400 e os 700 m.
Situado numa zona de transição, o concelho apresenta um conjunto de microclimas. A serra do Caramulo, localizada a oeste do concelho, assume um papel de relevo em termos climáticos, ao atenuar as influências das massas de ar de oeste (embora o vale do Mondego facilite a sua penetração). Assim, o clima de Viseu caracteriza-se pela existência de elevadas amplitudes térmicas, com Invernos rigorosos e húmidos e Verões quentes e secos.
A maior extensão do concelho é composta por granitos, sendo esta rocha a principal responsável na formação dos solos existentes. Em menor percentagem ocorrem formações quartezitas e gnaisses do pré-câmbrico e arcaico.

### Rios
O município de Viseu é abrangido pelos seguintes rios:
- Rio Vouga
- Rio Dão
- Rio Pavia

### Clima
Viseu, como cidade localizada no encaixe entre o Norte e o Centro de Portugal, e "enclausurada" pelas Serras do Caramulo, Buçaco, Estrela, Leomil e Montemuro, tem um clima mediterrânico com influência continental e marítima. O seu clima é caracterizado por invernos frescos a frios, com temperaturas médias mensais entre os 6 °C e os 9 a 10 °C, húmidos, com uma precipitação total de cerca de 499,4 mm, e relativamente ventosos, em especial no mês de Janeiro. A primavera é amena, com alguma precipitação, concentrada nos primeiro dois meses, máxima que podem tocar os 28 a 30 °C e mínima que vão desde os 3 a 5 °C até os 15 °C, em dias de muito calor diurno. O verão é quente e seco, com máximas entre os 22 a 25 °C e os 30 a 33 °C, mínima entre os 12 e os 25 °C. O Outono é húmido e fresco, com bastante precipitação e concentrada nos últimos dois meses da estação. As temperaturas vão desde a mínima na ordem dos 4 a 15 °C, ou mais nos dias de Setembro e máxima que podem ir aos 30 °C em Setembro e os 15 °C no fim de Novembro.
| Dados climatológicos para Viseu aeródromo (1991-2020)                                                   | Dados climatológicos para Viseu aeródromo (1991-2020) | Dados climatológicos para Viseu aeródromo (1991-2020) | Dados climatológicos para Viseu aeródromo (1991-2020) | Dados climatológicos para Viseu aeródromo (1991-2020) | Dados climatológicos para Viseu aeródromo (1991-2020) | Dados climatológicos para Viseu aeródromo (1991-2020) | Dados climatológicos para Viseu aeródromo (1991-2020) | Dados climatológicos para Viseu aeródromo (1991-2020) | Dados climatológicos para Viseu aeródromo (1991-2020) | Dados climatológicos para Viseu aeródromo (1991-2020) | Dados climatológicos para Viseu aeródromo (1991-2020) | Dados climatológicos para Viseu aeródromo (1991-2020) | Dados climatológicos para Viseu aeródromo (1991-2020) |
| Mês | Jan                                                   | Fev                                                   | Mar                                                   | Abr                                                   | Mai                                                   | Jun                                                   | Jul                                                   | Ago                                                   | Set                                                   | Out                                                   | Nov                                                   | Dez                                                   | Ano                                                   |
| --- | ----------------------------------------------------- | ----------------------------------------------------- | ----------------------------------------------------- | ----------------------------------------------------- | ----------------------------------------------------- | ----------------------------------------------------- | ----------------------------------------------------- | ----------------------------------------------------- | ----------------------------------------------------- | ----------------------------------------------------- | ----------------------------------------------------- | ----------------------------------------------------- | ----------------------------------------------------- |
| Temperatura máxima recorde (°C)                                                                         | 19,5                                                  | 23,1                                                  | 25,8                                                  | 28,3                                                  | 33,2                                                  | 37,6                                                  | 39,4                                                  | 40,5                                                  | 38,6                                                  | 33,4                                                  | 23,4                                                  | 19,8                                                  | 40,5                                                  |
| Temperatura máxima média (°C)                                                                           | 10,6                                                  | 12,2                                                  | 15,2                                                  | 16,7                                                  | 20,1                                                  | 24,3                                                  | 28                                                    | 28,3                                                  | 24,6                                                  | 19                                                    | 13,4                                                  | 11,2                                                  | 18,6                                                  |
| Temperatura média (°C)                                                                                  | 7,3                                                   | 8,3                                                   | 10,7                                                  | 12,0                                                  | 15,0                                                  | 18,5                                                  | 21,3                                                  | 21,7                                                  | 19,1                                                  | 15,0                                                  | 10,1                                                  | 8,0                                                   | 13,9                                                  |
| Temperatura mínima média (°C)                                                                           | 3,9                                                   | 4,3                                                   | 6,1                                                   | 7,3                                                   | 9,8                                                   | 12,7                                                  | 14,6                                                  | 15,1                                                  | 13,5                                                  | 10,9                                                  | 6,8                                                   | 4,8                                                   | 9,2                                                   |
| Temperatura mínima recorde (°C)                                                                         | −4,3                                                  | −4,5                                                  | −6,8                                                  | −1,2                                                  | 1,8                                                   | 4,6                                                   | 7,3                                                   | 6,9                                                   | 5,8                                                   | 0,0                                                   | −0,9                                                  | −2,9                                                  | −6,8                                                  |
| Precipitação (mm)                                                                                       | 176,4                                                 | 105,6                                                 | 79,0                                                  | 113,6                                                 | 103,0                                                 | 35,2                                                  | 19,2                                                  | 17,8                                                  | 66,0                                                  | 147,0                                                 | 155,5                                                 | 203,4                                                 | 1 257,7                                               |
| Fonte: Instituto Português do Mar e da Atmosfera(1981–2010)(Records: 1971-2010) 26 de Fevereiro de 2013 |                                                       |                                                       |                                                       |                                                       |                                                       |                                                       |                                                       |                                                       |                                                       |                                                       |                                                       |                                                       |                                                       |
| Fonte 2: Climate Zone (Dias de neve) 26 de Fevereiro de 2013                                            |                                                       |                                                       |                                                       |                                                       |                                                       |                                                       |                                                       |                                                       |                                                       |                                                       |                                                       |                                                       |                                                       |
| Fontes: https://www.ipma.pt/bin/file.data/climate-normal/cn_91-20_VISEU.pdf                             |                                                       |                                                       |                                                       |                                                       |                                                       |                                                       |                                                       |                                                       |                                                       |                                                       |                                                       |                                                       |                                                       |

### Vegetação
Viseu tem sido apropriadamente chamada Cidade do Verde Pinho, pois está rodeada de imensos pinheirais. Hoje em dia espécies invasoras exóticas, como os eucaliptos e as mimosas, são mais abundantes. Subsistem, no entanto, extensas manchas de vegetação autóctone, especialmente soutos de castanheiros e carvalhos-negral. Em núcleos restritos, como a Mata do Fontelo, o Parque Aquilino Ribeiro ou a Quinta da Cruz, existem espécies exóticas e endémicas, conferindo à cidade um manto vegetal luxuriante.

## Evolução da população do município
★ Os Recenseamentos Gerais da população portuguesa tiveram lugar a partir de 1864, regendo-se pelas orientações do Congresso Internacional de Estatística de Bruxelas de 1853. Encontram-se disponíveis para consulta no site do Instituto Nacional de Estatística (INE).
Número de habitantes que tinham a residência oficial neste município à data em que os censos se realizaram:
| Número de habitantes | Número de habitantes | Número de habitantes | Número de habitantes | Número de habitantes | Número de habitantes | Número de habitantes | Número de habitantes | Número de habitantes | Número de habitantes | Número de habitantes | Número de habitantes | Número de habitantes | Número de habitantes | Número de habitantes | Número de habitantes |
| -------------------- | -------------------- | -------------------- | -------------------- | -------------------- | -------------------- | -------------------- | -------------------- | -------------------- | -------------------- | -------------------- | -------------------- | -------------------- | -------------------- | -------------------- | -------------------- |
| 1864                 | 1878                 | 1890                 | 1900                 | 1911                 | 1920                 | 1930                 | 1940                 | 1950                 | 1960                 | 1970                 | 1981                 | 1991                 | 2001                 | 2011                 | 2021                 |
| 47 319               | 51 158               | 52 268               | 54 047               | 56 186               | 55 281               | 61 140               | 68 115               | 76 816               | 79 890               | 73 010               | 83 261               | 83 601               | 93 501               | 99 274               | 99 551               |

| Número de habitantes por grupo etário ** | Número de habitantes por grupo etário ** | Número de habitantes por grupo etário ** | Número de habitantes por grupo etário ** | Número de habitantes por grupo etário ** | Número de habitantes por grupo etário ** | Número de habitantes por grupo etário ** | Número de habitantes por grupo etário ** | Número de habitantes por grupo etário ** | Número de habitantes por grupo etário ** | Número de habitantes por grupo etário ** | Número de habitantes por grupo etário ** | Número de habitantes por grupo etário ** | Número de habitantes por grupo etário ** |
| ---------------------------------------- | ---------------------------------------- | ---------------------------------------- | ---------------------------------------- | ---------------------------------------- | ---------------------------------------- | ---------------------------------------- | ---------------------------------------- | ---------------------------------------- | ---------------------------------------- | ---------------------------------------- | ---------------------------------------- | ---------------------------------------- | ---------------------------------------- |
|                                          | 1900                                     | 1911                                     | 1920                                     | 1930                                     | 1940                                     | 1950                                     | 1960                                     | 1970                                     | 1981                                     | 1991                                     | 2001                                     | 2011                                     | 2021                                     |
| 0-14 Anos                                | 16 584                                   | 19 020                                   | 18 185                                   | 20 039                                   | 23 323                                   | 24 926                                   | 25 538                                   | 22 760                                   | 23 743                                   | 18 561                                   | 15 788                                   | 15 159                                   | 13 025                                   |
| 15-24 Anos                               | 10 270                                   | 9 910                                    | 10 284                                   | 11 311                                   | 12 574                                   | 14 260                                   | 14 647                                   | 12 560                                   | 14 527                                   | 14 414                                   | 14 589                                   | 10 897                                   | 10 626                                   |
| 25-64 Anos                               | 22 972                                   | 23 096                                   | 22 683                                   | 24 592                                   | 27 755                                   | 31 015                                   | 33 587                                   | 30 915                                   | 35 827                                   | 39 826                                   | 48 993                                   | 54 730                                   | 52 420                                   |
| = ou > 65 Anos                           | 3 175                                    | 3 523                                    | 3 404                                    | 3 991                                    | 4 555                                    | 5 368                                    | 6 118                                    | 6 775                                    | 9 164                                    | 10 800                                   | 14 131                                   | 18 488                                   | 23 480                                   |

De 1900 a 1950 os dados referem-se à população "de facto" (**), ou seja, que estava presente no município à data em que os censos se realizaram. Daí que se registem algumas diferenças relativamente à designada população residente.	

## Município e organização administrativa

### Freguesias

Freguesias do município de Viseu

O município de Viseu está dividido em 25 freguesias:
| - Abraveses (expansão urbana) - Barreiros e Cepões - Boa Aldeia, Farminhão e Torredeita - Bodiosa - Calde - Campo (expansão urbana) - Cavernães - Cota - Coutos de Viseu - Fail e Vila Chã de Sá - Fragosela (expansão urbana) - Lordosa - Mundão (expansão urbana) | - Orgens (expansão urbana) - Povolide - Ranhados (expansão urbana) - Repeses e São Salvador (expansão urbana) - Ribafeita - Rio de Loba (expansão urbana) - Santos Evos - São Cipriano e Vil de Souto - São João de Lourosa - São Pedro de France - Silgueiros - Viseu (centro) |

0

### Geminações
Viseu está geminada com as seguintes cidades:
| Cidades geminadas | Data                   | Cidades amigas     | Data                  |
| ----------------- | ---------------------- | ------------------ | --------------------- |
| Arezzo            | 22 de janeiro de 2005  | Ciudad Rodrigo     | -                     |
| Marly-le-Roi      | 8 de setembro de 1996  | Oviedo             | 10 de outubro de 2007 |
| Lublin            | 24 de novembro de 1998 | Stª Maria da Feira | -                     |
| Campinas          | 8 de julho de 2010     | Aveiro             | -                     |
| Rio de Janeiro    | 10 de dezembro de 2010 |                    |                       |
| Khaskovo          | 7 de agosto de 2008    |                    |                       |
| Cantagalo         | 17 de novembro de 2008 |                    |                       |
| São Filipe        | 2 de maio de 1994      |                    |                       |
| Matola            | 14 de março de 2011    |                    |                       |
| Abijão            | 18 de setembro de 2011 |                    |                       |
| Elvas             | 9 de outubro de 2022   |                    |                       |

## Política

### Eleições autárquicas[15]
| Data | %      | V      | %       | V       | %     | V     | %            | V            | %    | V   | %              | V      | %              | V          | %              | V   | %              | V   | %   | V   | %  | V  | %   | V   | %  | V  | %  | V  | Participação |                |
| Data | CDS-PP | CDS-PP | PPD/PSD | PPD/PSD | PS    | PS    | FEPU/APU/CDU | FEPU/APU/CDU | PDC  | PDC | UDP/BE         | UDP/BE | PCTP/ MRPP     | PCTP/ MRPP | PPM            | PPM | PRD            | PRD | PSN | PSN | PH | PH | PAN | PAN | CH | CH | IL | IL | Participação |                |
| ---- | ------ | ------ | ------- | ------- | ----- | ----- | ------------ | ------------ | ---- | --- | -------------- | ------ | -------------- | ---------- | -------------- | --- | -------------- | --- | --- | --- | -- | -- | --- | --- | -- | -- | -- | -- | ------------ | -------------- |
| Data | 1976   | 35,67  | 4       | 30,00   | 3     | 24,47 | 2            | 4,44         | -    |     |                |        |                |            |                |     |                |     |     |     |    |    |     |     |    |    |    |    |              | 62,82 / 100,00 |
| 1979 | 37,52  | 4      | 32,63   | 3       | 20,77 | 2     | 4,56         | -            | 0,91 | -   | 0,55           | -      | 0,35           | -          | 68,30 / 100,00 |     |                |     |     |     |    |    |     |     |    |    |    |    |              |                |
| 1982 | 30,71  | 3      | 35,79   | 4       | 21,34 | 2     | 3,74         | -            |      |     | 1,33           | -      |                |            | 2,52           | -   | 68,86 / 100,00 |     |     |     |    |    |     |     |    |    |    |    |              |                |
| 1985 | 38,03  | 4      | 35,93   | 4       | 14,94 | 1     | 2,88         | -            | 0,60 | -   |                |        | 3,94           | -          | 64,86 / 100,00 |     |                |     |     |     |    |    |     |     |    |    |    |    |              |                |
| 1989 | 34,11  | 3      | 38,42   | 4       | 21,87 | 2     | 1,44         | -            | 0,48 | -   | 0,46           | -      |                |            | 60,76 / 100,00 |     |                |     |     |     |    |    |     |     |    |    |    |    |              |                |
| 1993 | 10,21  | 1      | 49,02   | 5       | 34,26 | 3     | 1,56         | -            |      |     |                |        | 1,67           | -          | 64,26 / 100,00 |     |                |     |     |     |    |    |     |     |    |    |    |    |              |                |
| 1997 | 8,17   | -      | 54,66   | 6       | 32,22 | 3     | 1,24         | -            | 0,40 | -   |                |        | 62,21 / 100,00 |            |                |     |                |     |     |     |    |    |     |     |    |    |    |    |              |                |
| 2001 | 6,15   | -      | 62,06   | 7       | 24,40 | 2     | 1,65         | -            | 1,88 | -   | 0,30           | -      | 59,30 / 100,00 |            |                |     |                |     |     |     |    |    |     |     |    |    |    |    |              |                |
| 2005 | 4,46   | -      | 56,91   | 6       | 30,60 | 3     | 1,71         | -            | 2,44 | -   |                |        | 60,94 / 100,00 |            |                |     |                |     |     |     |    |    |     |     |    |    |    |    |              |                |
| 2009 | 5,24   | -      | 62,06   | 7       | 26,30 | 2     | 1,53         | -            | 2,30 | -   | 56,45 / 100,00 |        |                |            |                |     |                |     |     |     |    |    |     |     |    |    |    |    |              |                |
| 2013 | 9,56   | 1      | 46,37   | 5       | 26,84 | 3     | 4,02         | -            | 3,80 | -   | 47,99 / 100,00 |        |                |            |                |     |                |     |     |     |    |    |     |     |    |    |    |    |              |                |
| 2017 | 5,10   | -      | 51,74   | 6       | 26,46 | 3     | 3,85         | -            | 4,79 | -   | 2,18           | -      | 50,79 / 100,00 |            |                |     |                |     |     |     |    |    |     |     |    |    |    |    |              |                |
| 2021 | 2,02   | -      | 46,68   | 5       | 38,26 | 4     | 1,17         | -            | 2,01 | -   | 1,26           | -      | 2,95           | -          | 2,20           | -   | 56,45 / 100,00 |     |     |     |    |    |     |     |    |    |    |    |              |                |

### Eleições legislativas
| Data | %     | %     | %     | %     | %     | %     | %        | %     | %    | %     | %    | %   | %       | % | %  | %  |  |
| Data | CDS   | PSD   | PS    | PCP   | UDP   | AD    | APU/ CDU | FRS   | PRD  | PSN   | BE   | PAN | PSD CDS | L | CH | IL |  |
| ---- | ----- | ----- | ----- | ----- | ----- | ----- | -------- | ----- | ---- | ----- | ---- | --- | ------- | - | -- | -- |  |
| Data | 1976  | 35,02 | 32,46 | 21,02 | 2,20  | 1,12  |          |       |      |       |      |     |         |   |    |    |  |
| 1979 | AD    | AD    | 20,44 | APU   | 1,25  | 66,97 | 5,34     |       |      |       |      |     |         |   |    |    |  |
| 1980 | AD    | AD    | FRS   | APU   | 0,70  | 68,69 | 5,15     | 19,45 |      |       |      |     |         |   |    |    |  |
| 1983 | 21,71 | 36,41 | 31,60 | APU   | 0,44  |       | 4,16     |       |      |       |      |     |         |   |    |    |  |
| 1985 | 21,29 | 36,70 | 19,77 | APU   | 0,56  | 4,53  | 12,25    |       |      |       |      |     |         |   |    |    |  |
| 1987 | 6,75  | 65,49 | 18,46 | CDU   | 0,32  | 2,50  | 1,70     |       |      |       |      |     |         |   |    |    |  |
| 1991 | 6,70  | 61,25 | 25,05 | CDU   |       | 1,79  | 0,34     | 1,57  |      |       |      |     |         |   |    |    |  |
| 1995 | 13,16 | 41,05 | 40,85 | CDU   | 0,27  | 1,56  |          | 0,18  |      |       |      |     |         |   |    |    |  |
| 1999 | 11,20 | 44,10 | 36,85 | CDU   |       | 2,35  | 0,24     | 2,08  |      |       |      |     |         |   |    |    |  |
| 2002 | 10,93 | 51,34 | 31,30 | CDU   | 1,37  |       | 2,28     |       |      |       |      |     |         |   |    |    |  |
| 2005 | 9,08  | 40,13 | 38,79 | CDU   | 2,28  | 4,81  |          |       |      |       |      |     |         |   |    |    |  |
| 2009 | 13,17 | 38,51 | 31,37 | CDU   | 2,66  | 9,08  |          |       |      |       |      |     |         |   |    |    |  |
| 2011 | 13,30 | 48,54 | 23,81 | CDU   | 2,92  | 4,15  | 0,79     |       |      |       |      |     |         |   |    |    |  |
| 2015 | PSD   | CDS   | 28,39 | CDU   | 3,58  | 8,49  | 0,88     | 49,78 | 0,72 |       |      |     |         |   |    |    |  |
| 2019 | 5,52  | 37,44 | 31,20 | CDU   | 2,41  | 9,72  | 2,73     |       | 0,69 | 1,18  | 0,90 |     |         |   |    |    |  |
| 2022 | 1,90  | 36,60 | 39,19 | CDU   | 1,63  | 3,58  | 1,20     | 0,92  | 8,15 | 3,81  |      |     |         |   |    |    |  |
| 2024 | AD    | AD    | 25,65 | CDU   | 35,60 | 1,17  | 3,43     | 1,54  | 2,53 | 19,73 | 3,96 |     |         |   |    |    |  |

## Património

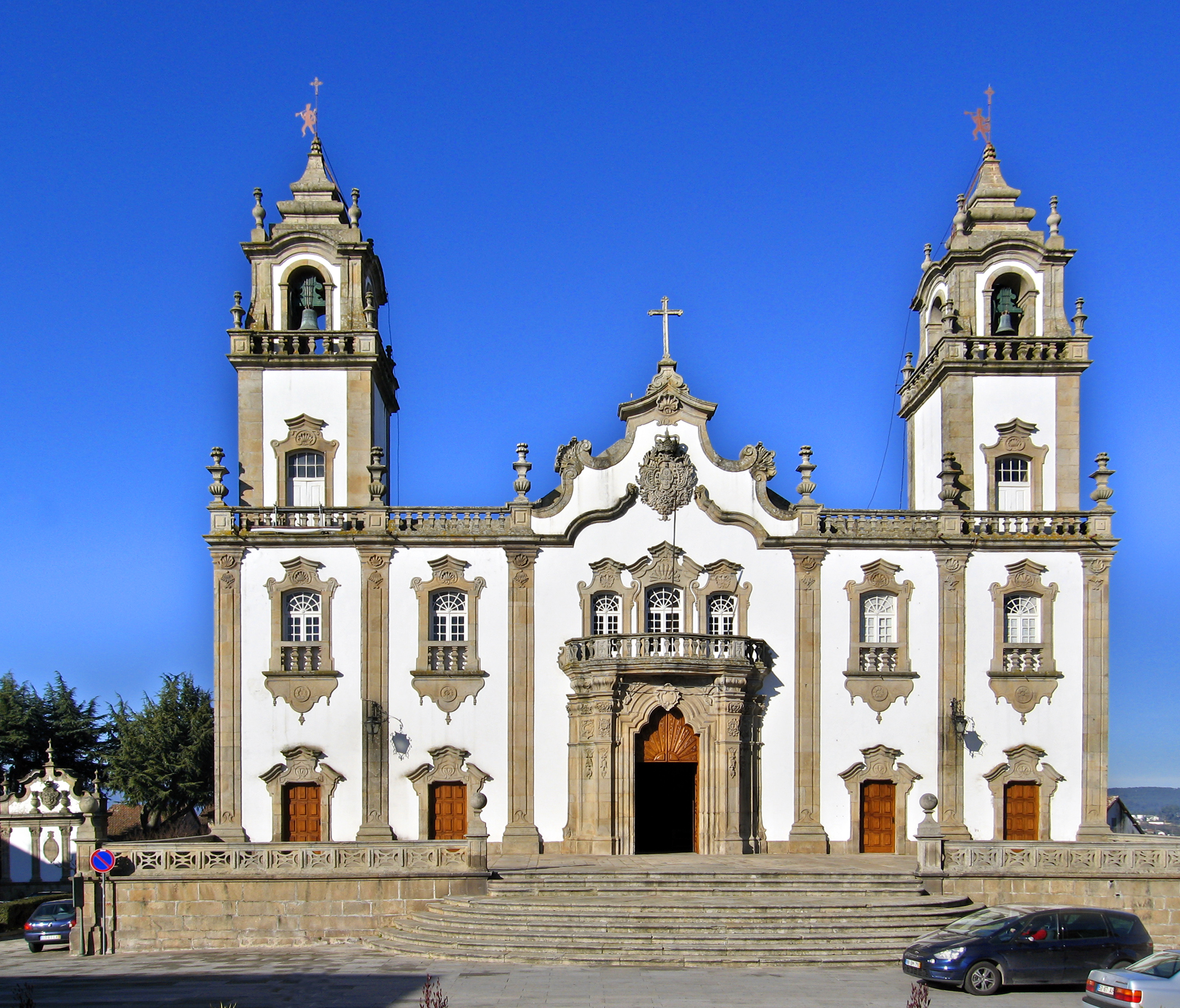
Igreja da Misericórdia de Viseu

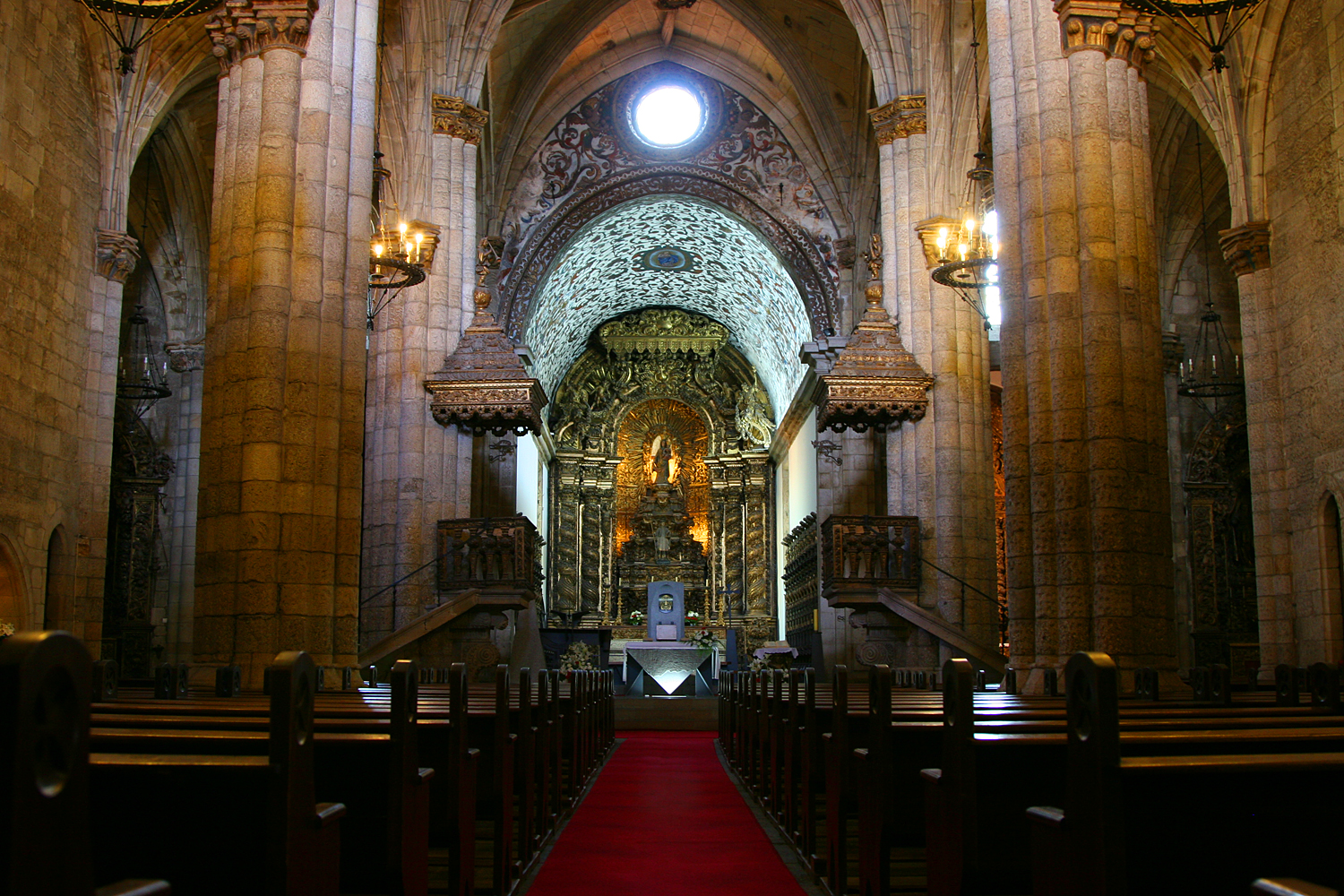
Sé de Viseu - Interior

No Largo da Sé está localizada a Igreja da Misericórdia, que data do século XVII, e também existem vestígios da antiga muralha.

### Arqueologia
- Cava de Viriato
- Muralha romana de Viseu
- Basílica altomedieval de Viseu

### Arquitetura militar
- Muralhas de Viseu: Porta do Soar e Porta dos Cavaleiros, portas antigas de Viseu

### Arquitetura religiosa
- Sé de Viseu
- Igreja da Misericórdia de Viseu
- Igreja dos Terceiros
- Igreja do Carmo
- Igreja de Santo António (Viseu)
- Igreja de Nossa Senhora da Conceição da Ribeira
- Igreja de São Miguel do Fetal
- Igreja do Seminário Maior
- Capela de Nossa Senhora da Vitória (Viseu)
- Capela da Via Sacra
- Capela de Nossa Senhora dos Remédios
- Capela de São Sebastião

### Arquitetura civil
- Paço da Torre da rua de D. Duarte (antiga rua da Cadeia)
- Casa do Miradouro
- Paço dos Três Escalões - ocupado pelo Museu Grão Vasco
- Solar dos Condes de Prime
- Solar dos Condes de Treixedo - ocupado pelo Montepio Geral
- Casa de São Miguel
- Casa do Rossio
- Painel de Azulejos do Rossio
- Casa de Henrique Felgar na Cava do Viriato
- Casa do Lago na Quinta da Machada (Cava do Viriato)
- Solar do Vinho do Dão - Antigo Paço Episcopal
- Edifício da Câmara Municipal
- Banco de Portugal
- Casa da Quinta da Cruz
- Palácio dos Melos, Hotel de charme de 5 estrelas
- Casa da Sé, Hotel de Charme - Small Luxury Hotel
- Museu Grão Vasco

### Igrejas

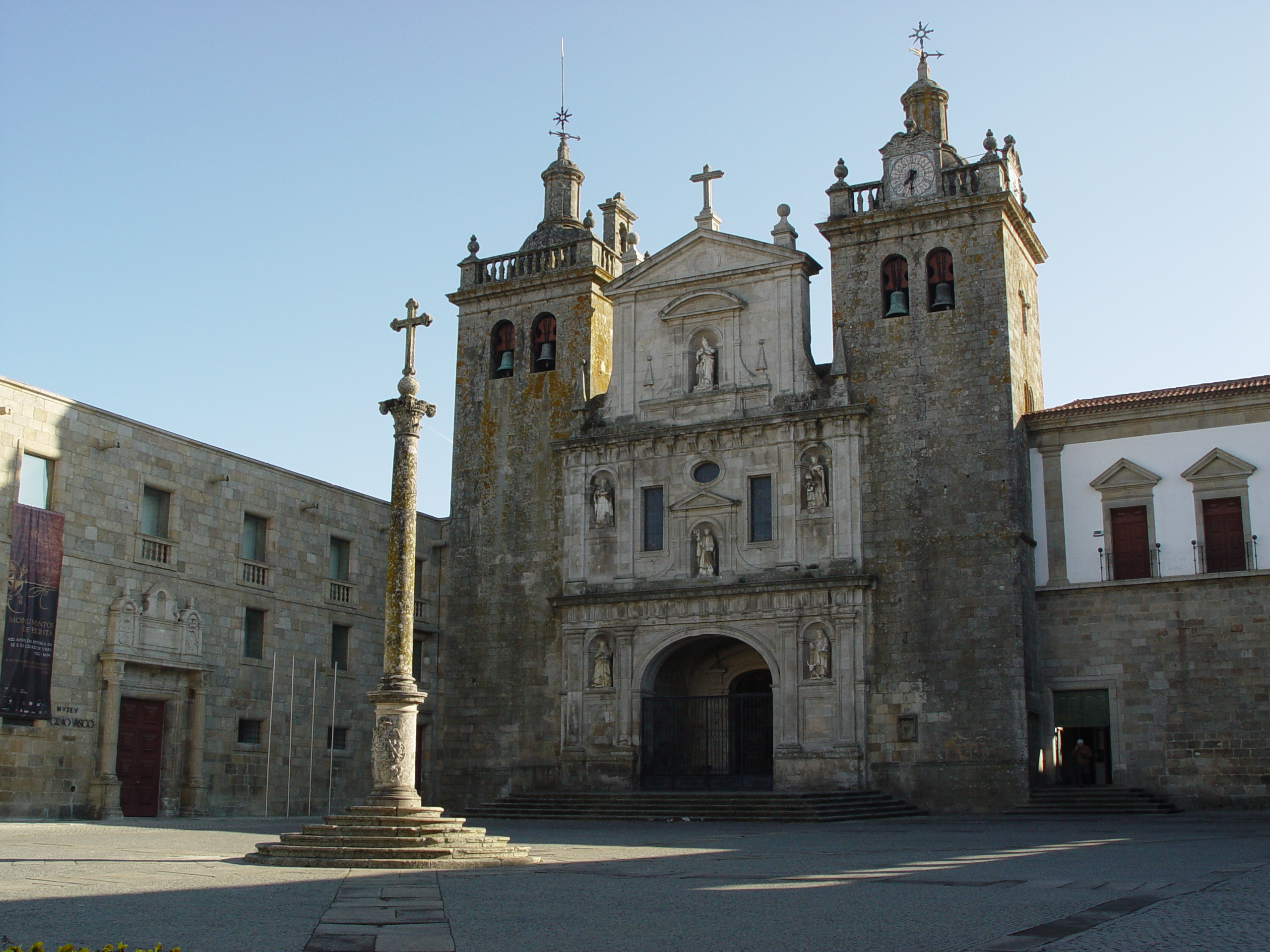
Sé (catedral) de Viseu
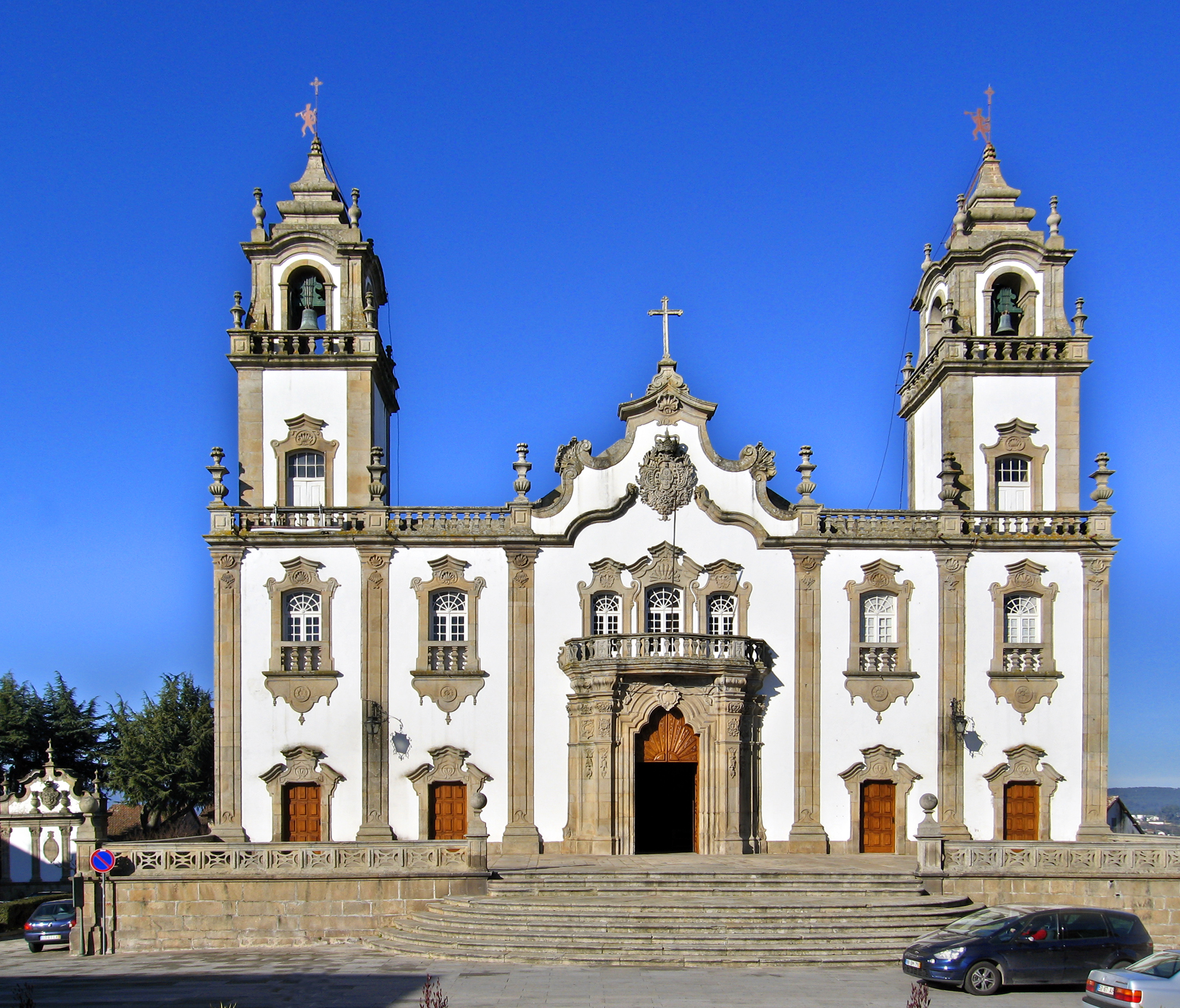
Igreja da Misericórdia
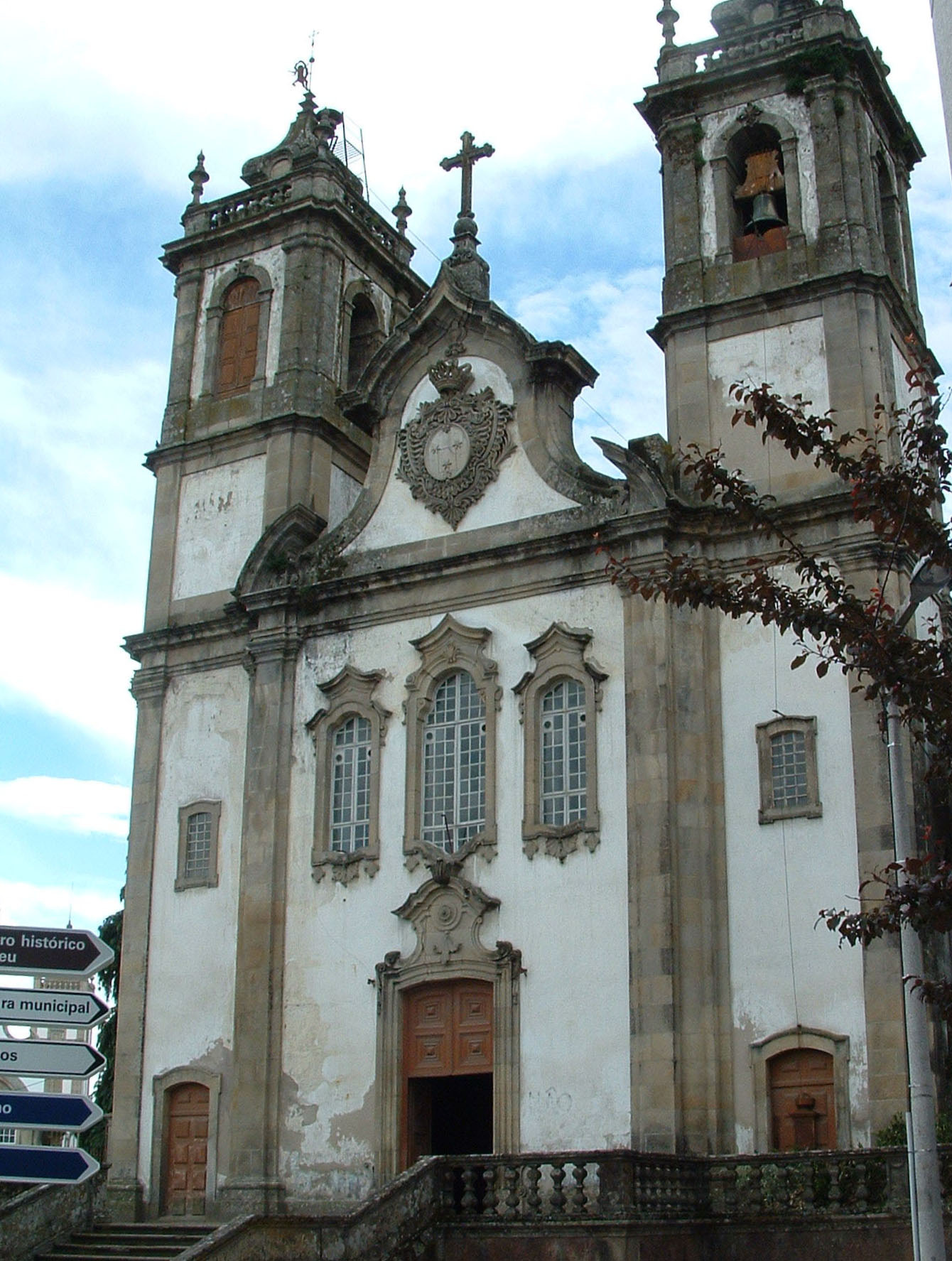
Igreja do Carmo - Capela de Santa Cristina
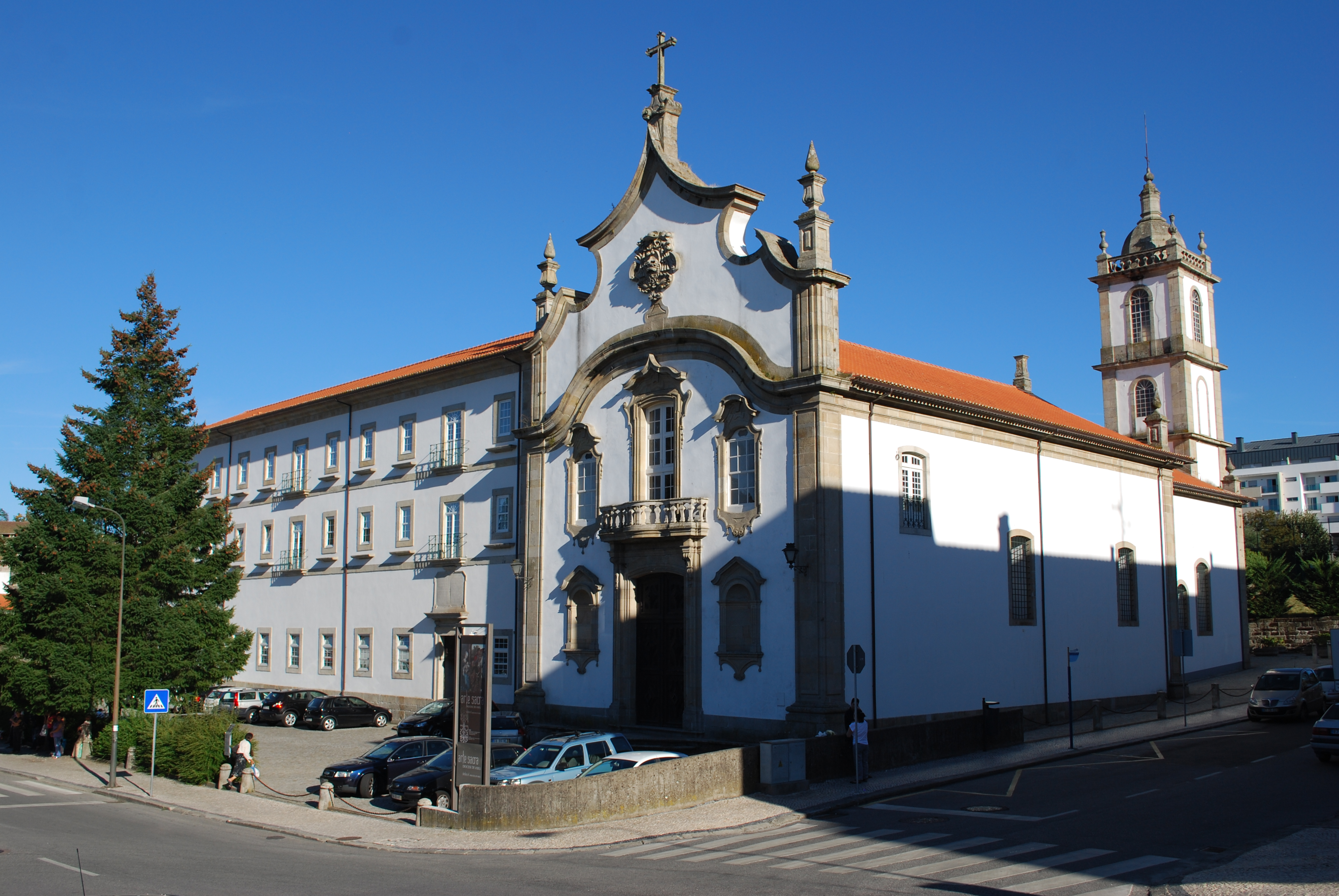
Convento dos Néris - Grande seminário
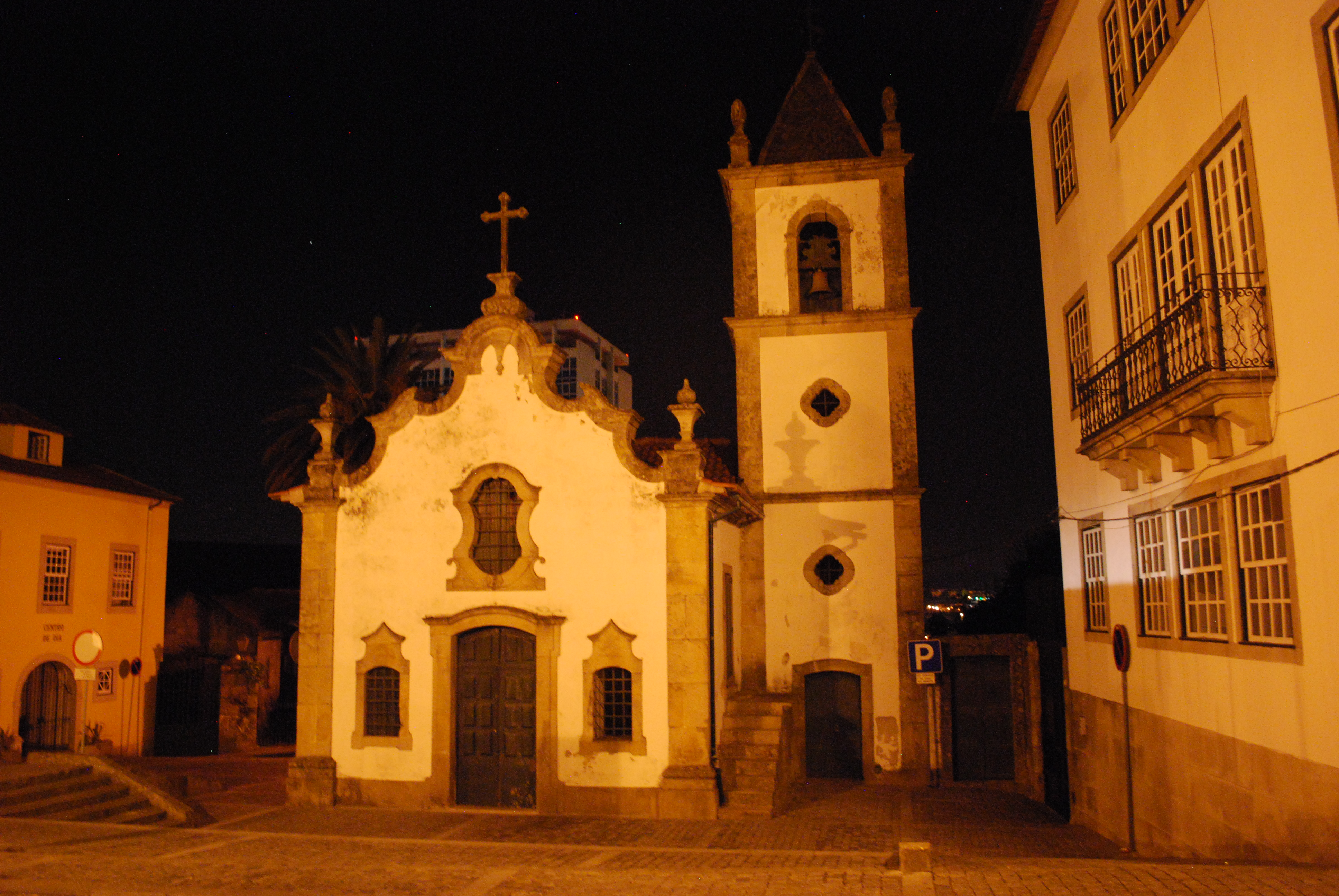
Capela de São Sebastião
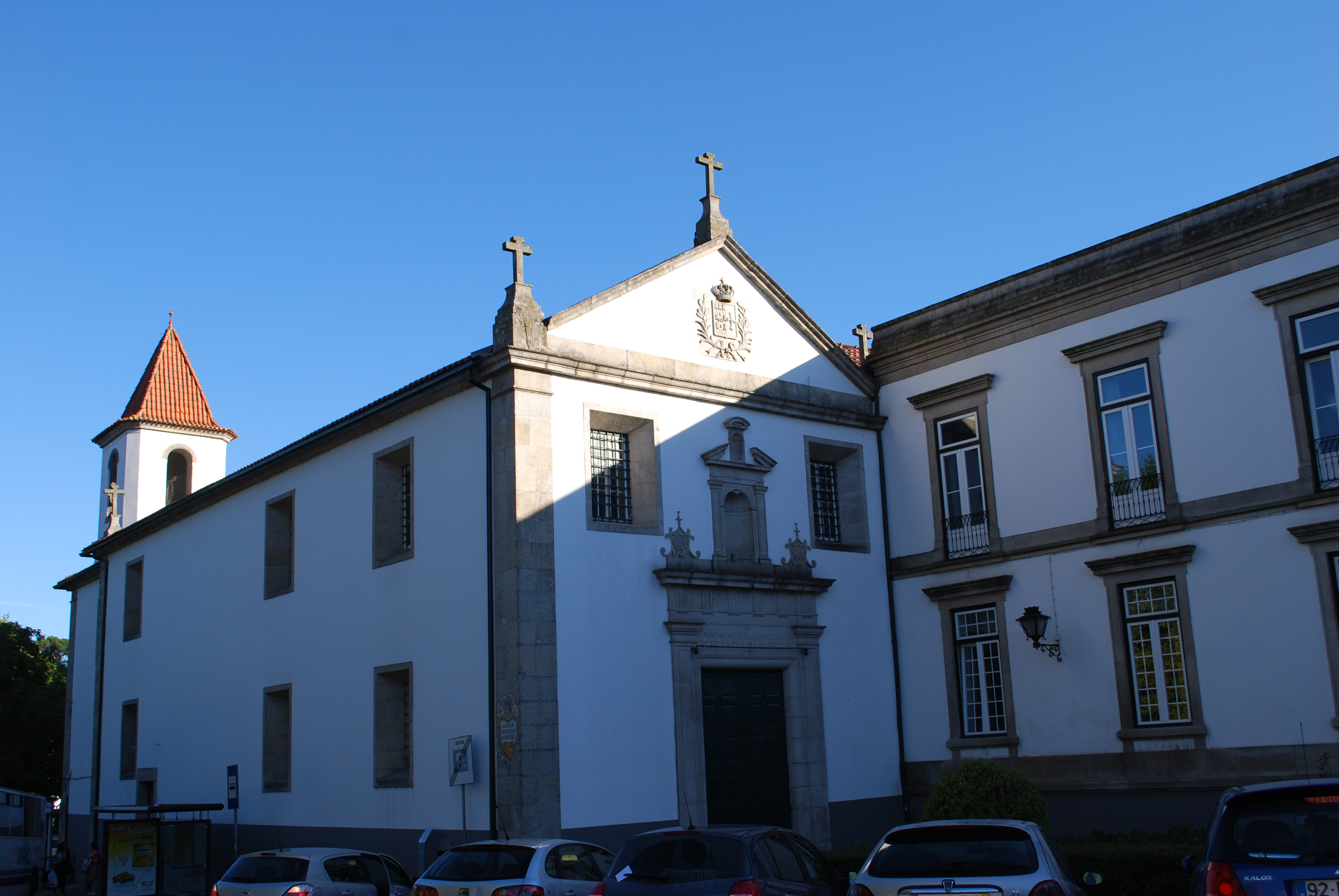
Igreja de Santo António
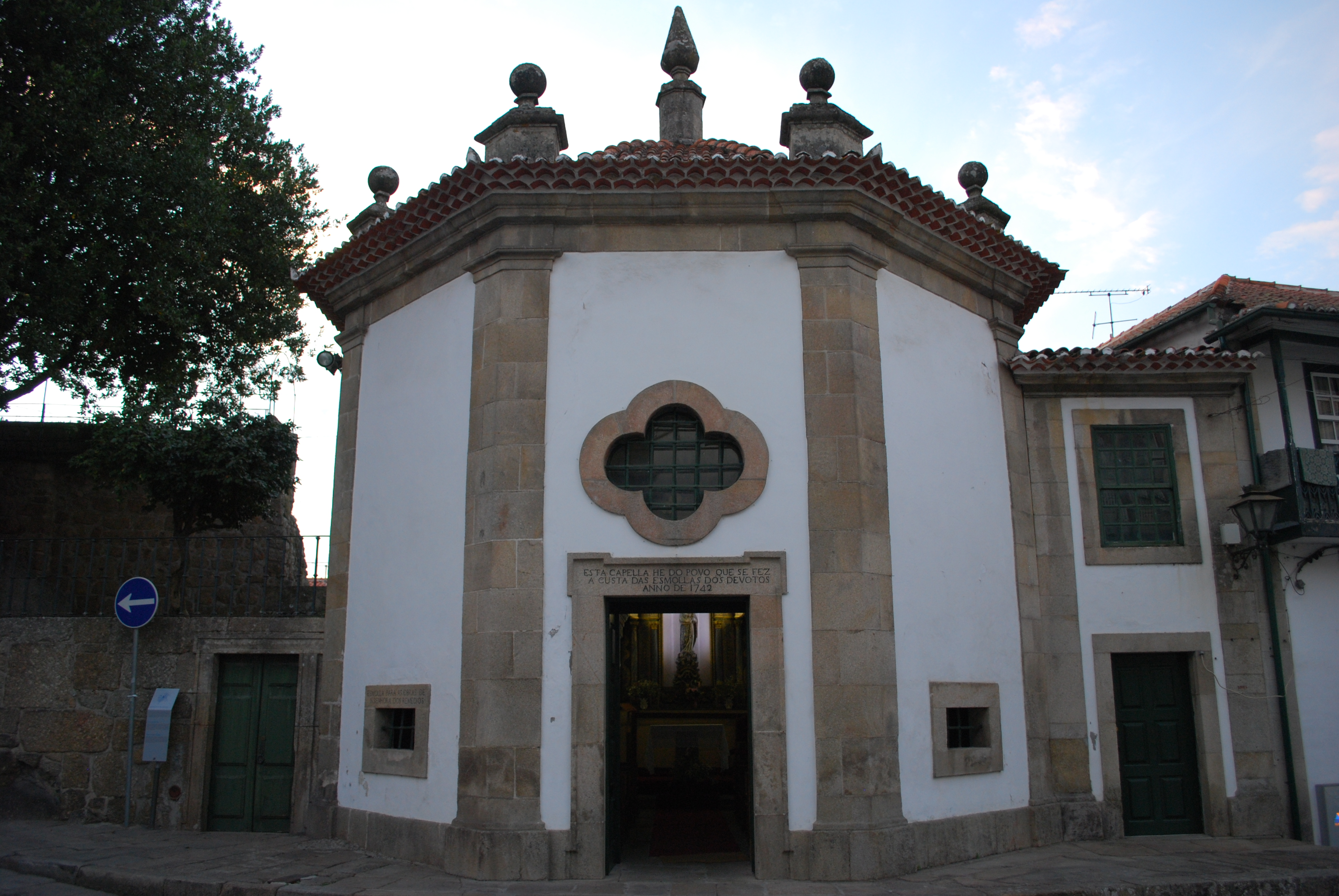
Capela de Nossa Senhora dos Remédios
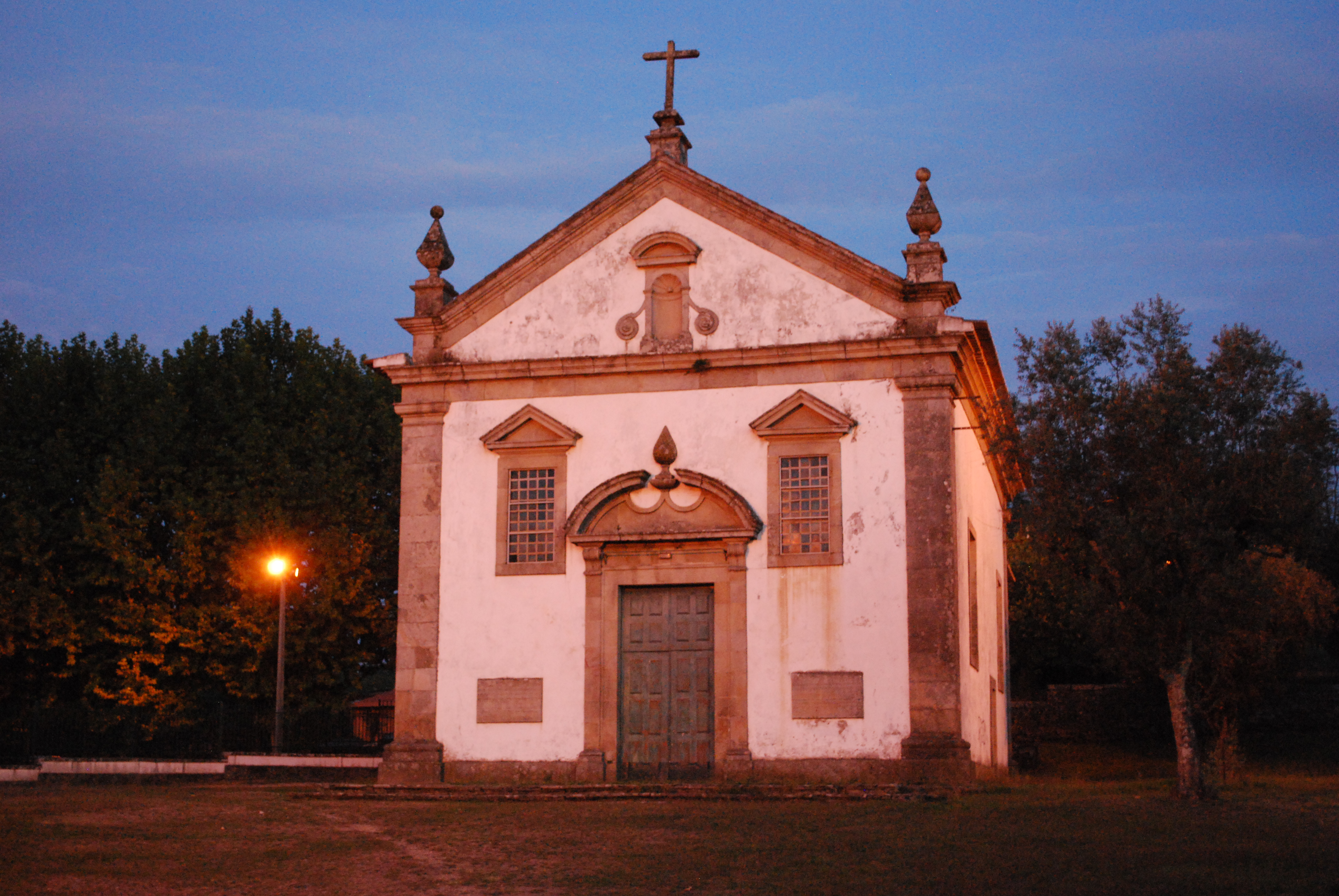
Igreja de São Miguel de Fetal
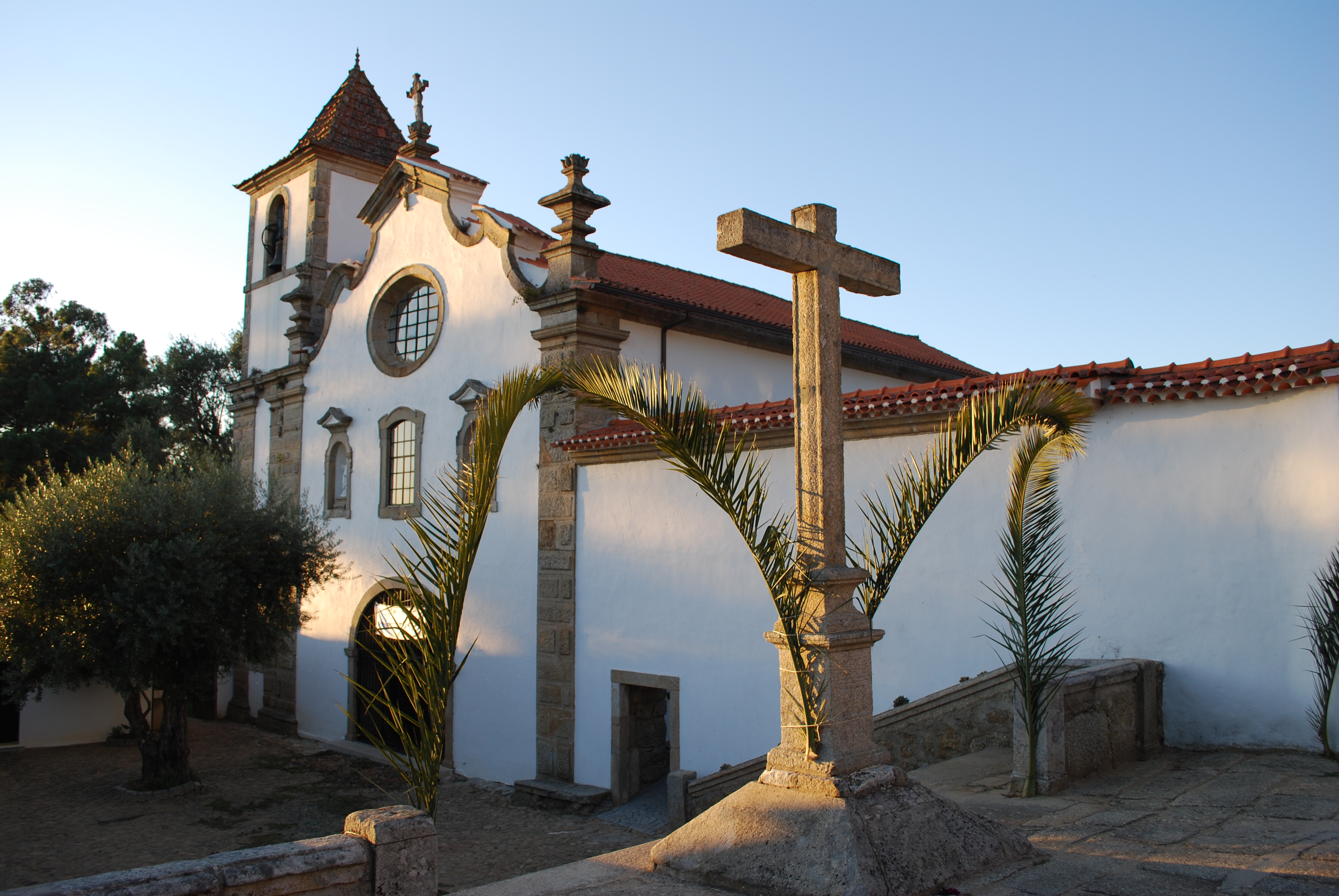
Igreja de São Francisco do Monte

### Monumentos

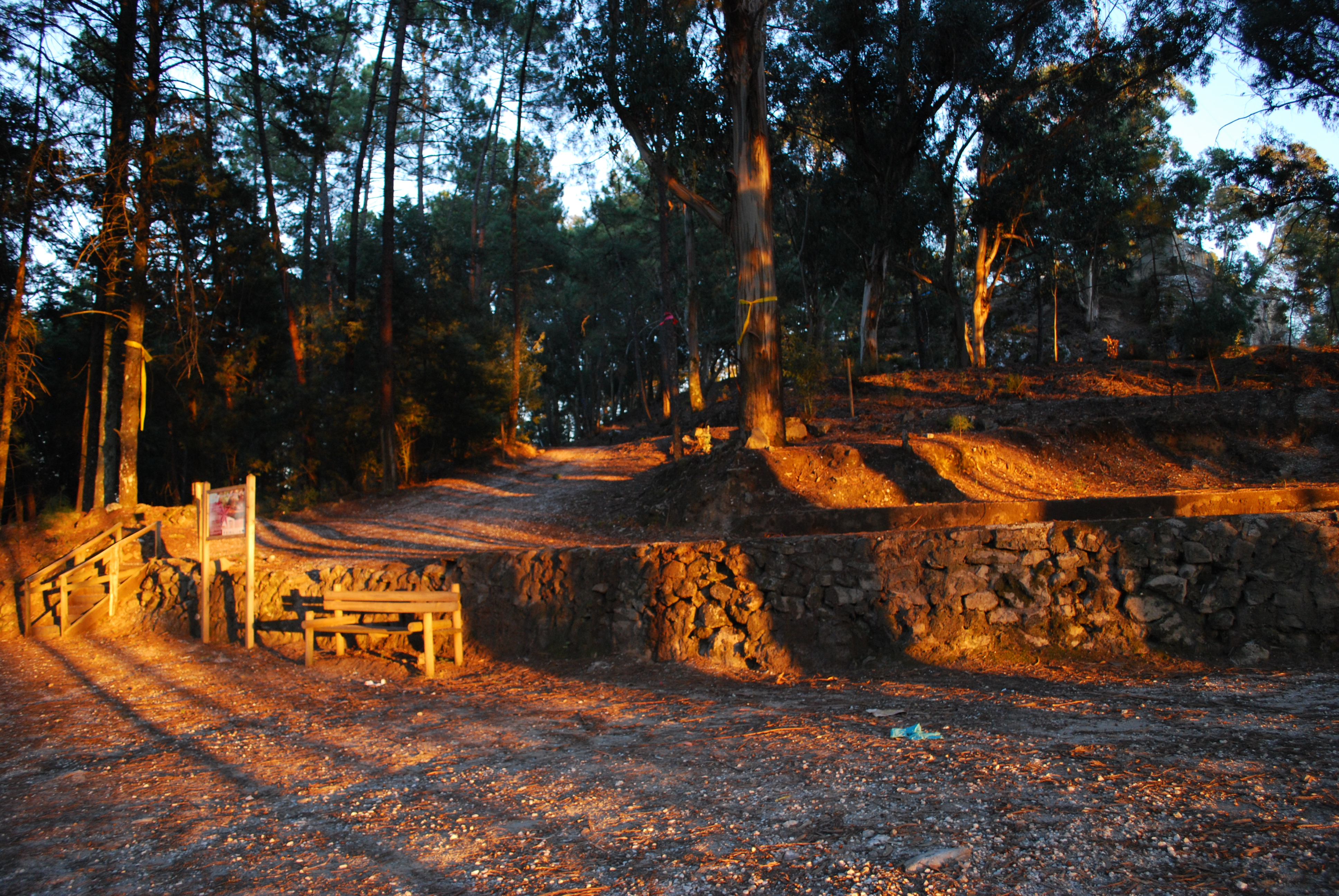
Castro de Santa Luzia ao anoitecer
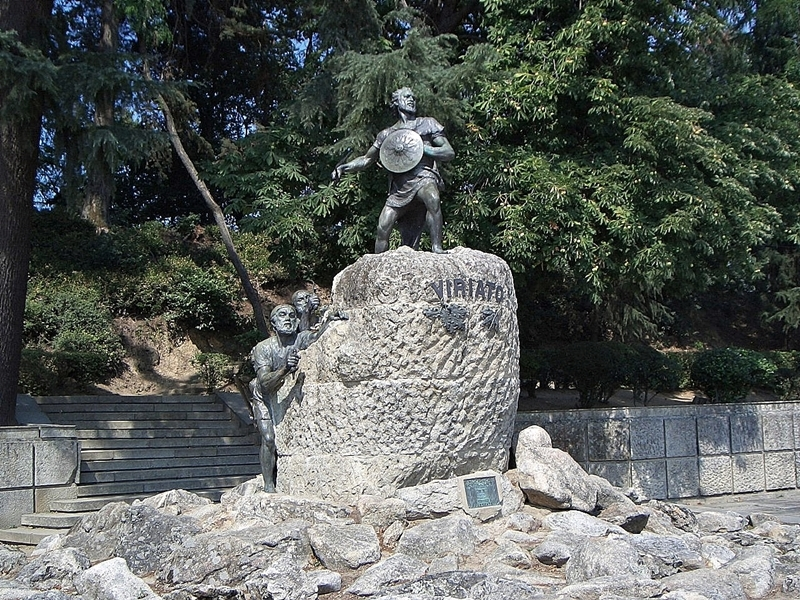
Monumento de Viriato, em frente à Cava do Viriato
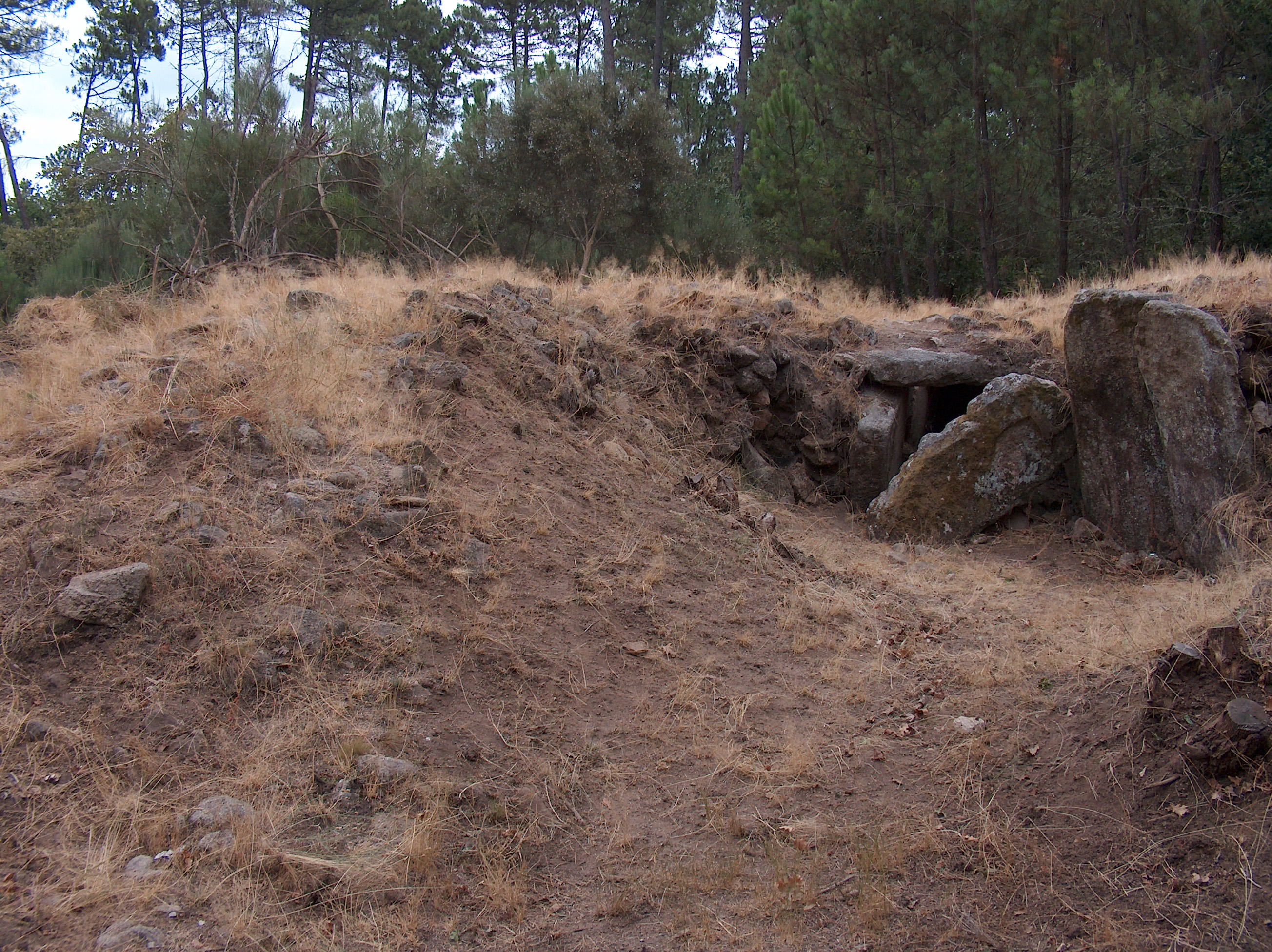
Mamoa 1 da Lameira do Fojo
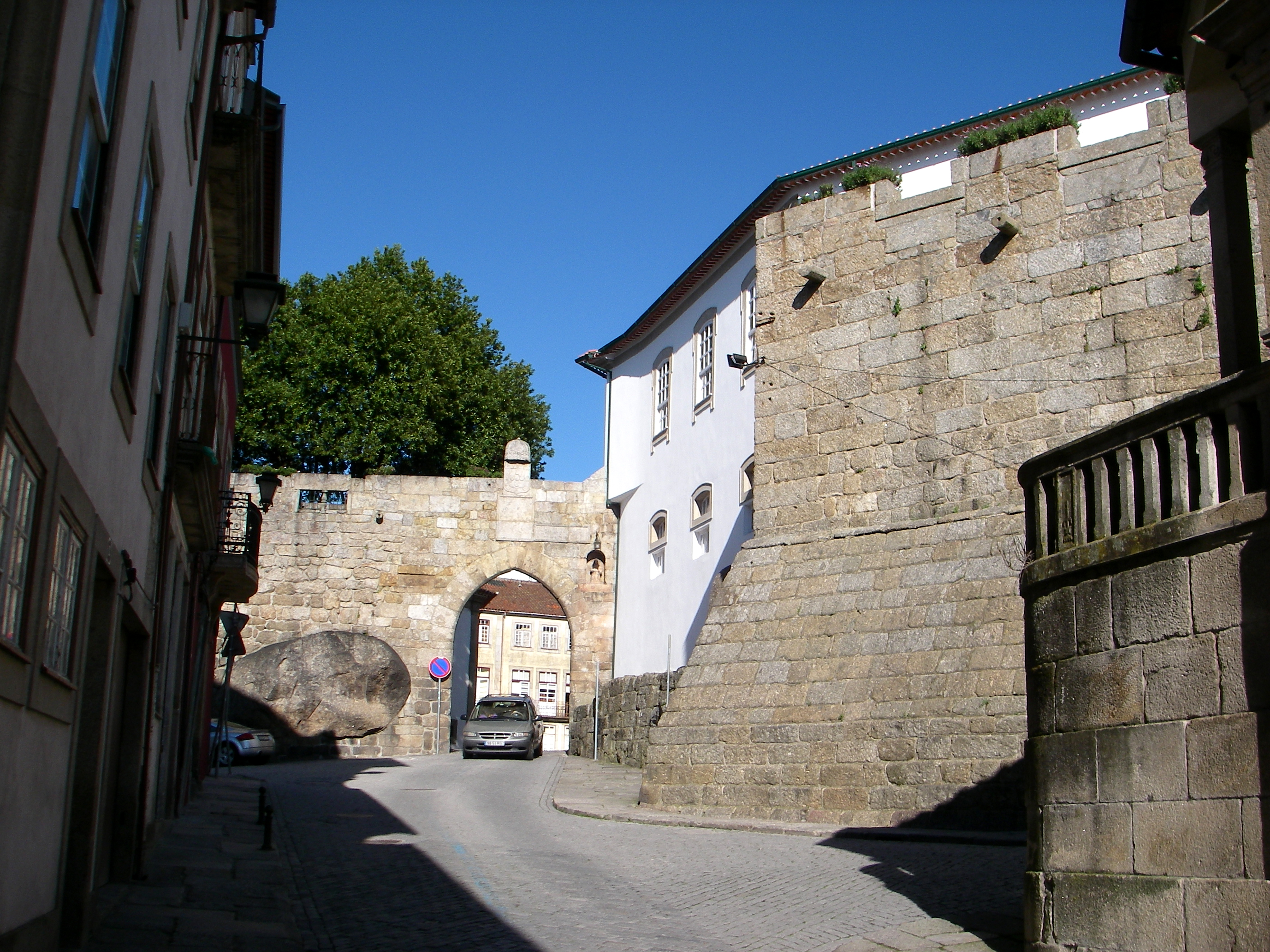
Porta do Soar
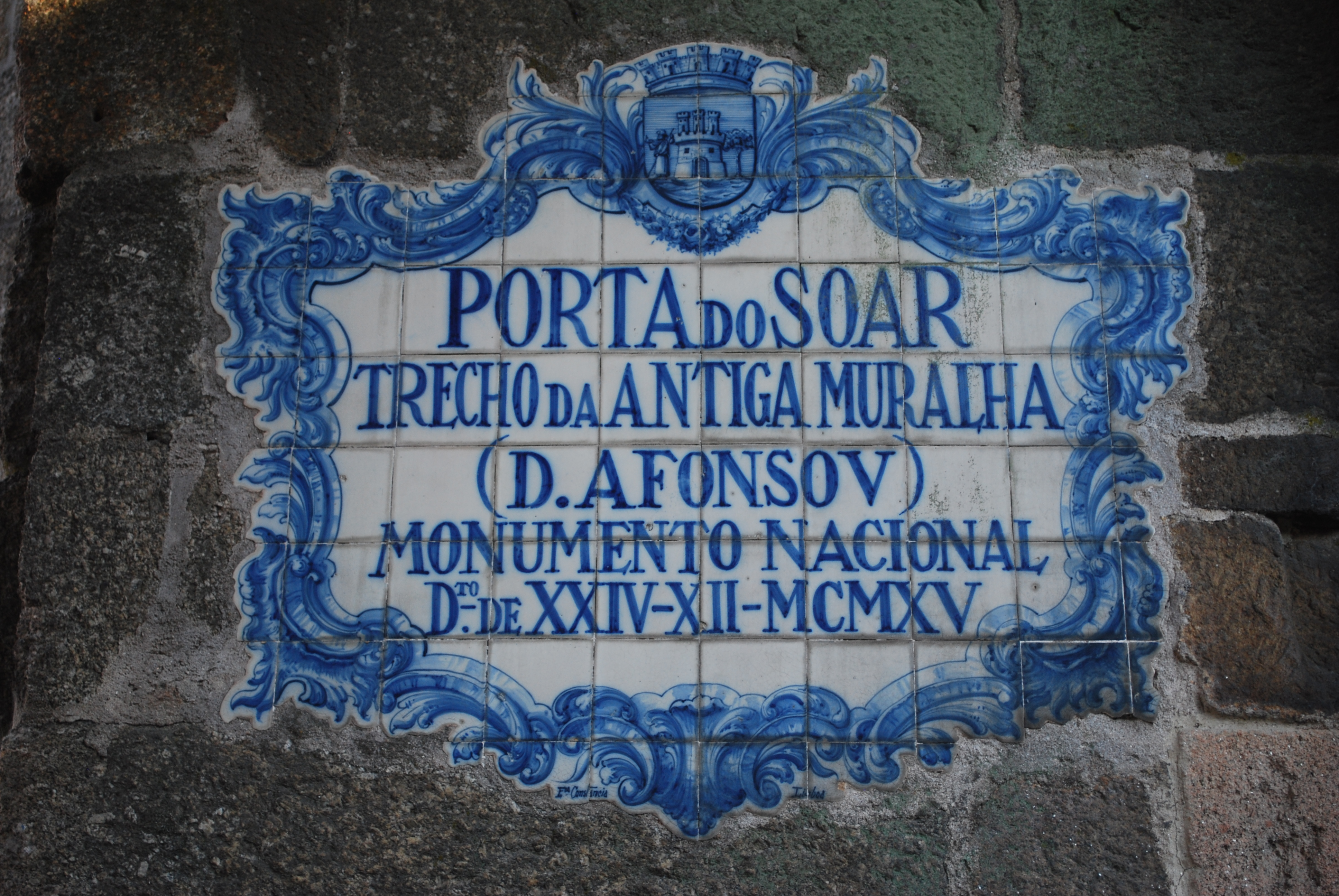
Inscrições sobre a Porta do Soar
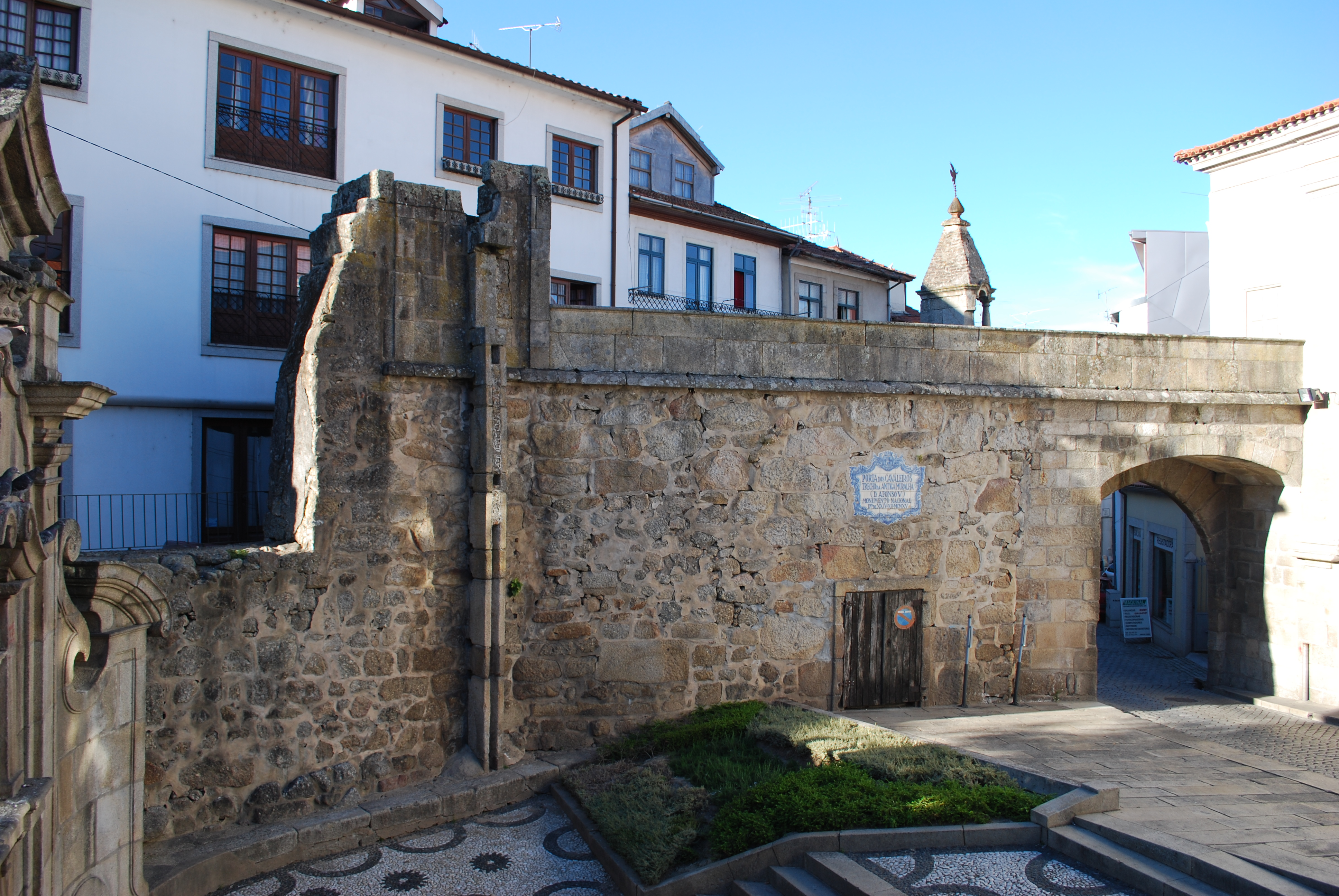
Porta dos Cavaleiros
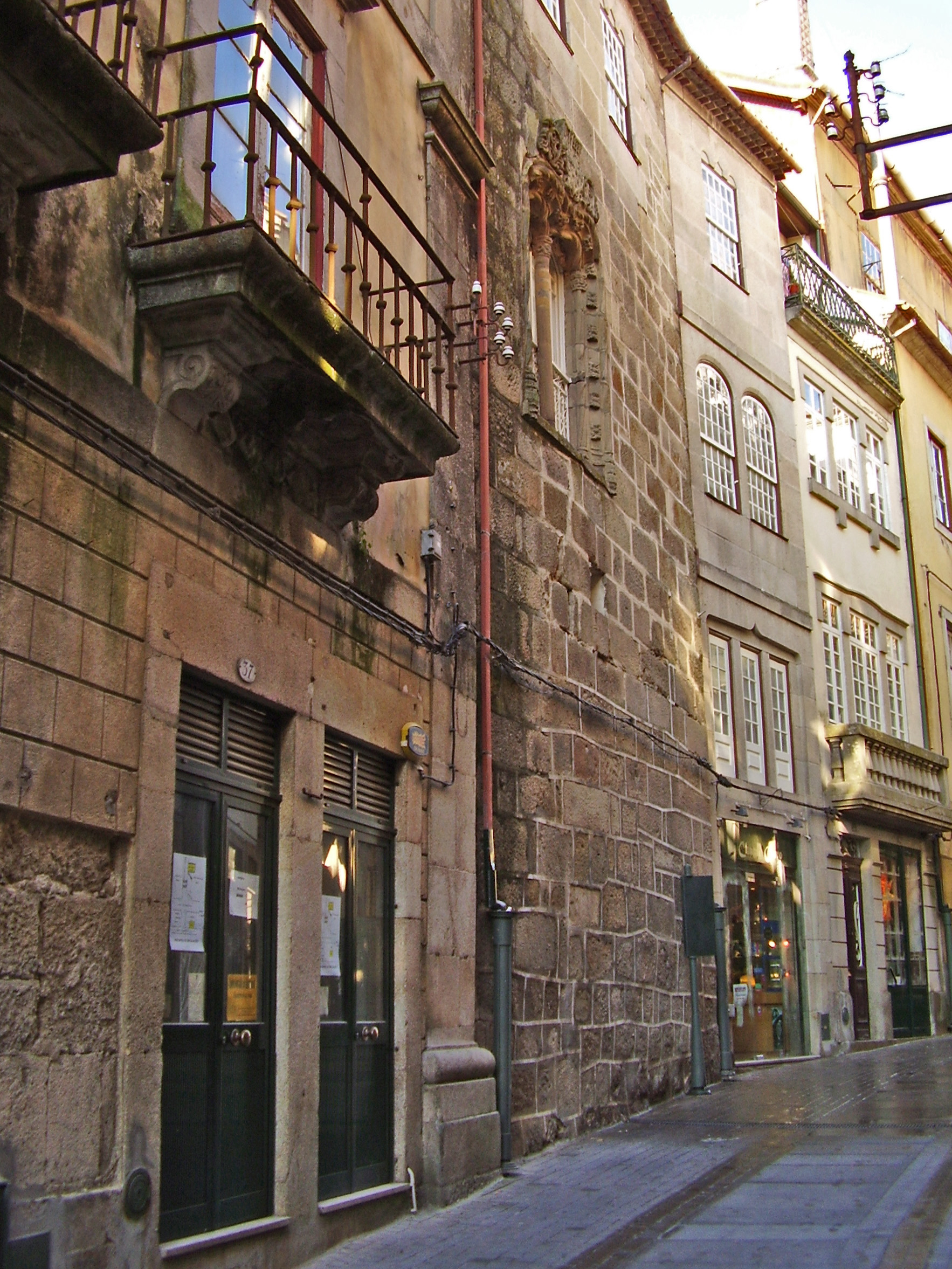
Paço da Torre e a sua janela estilo manuelino
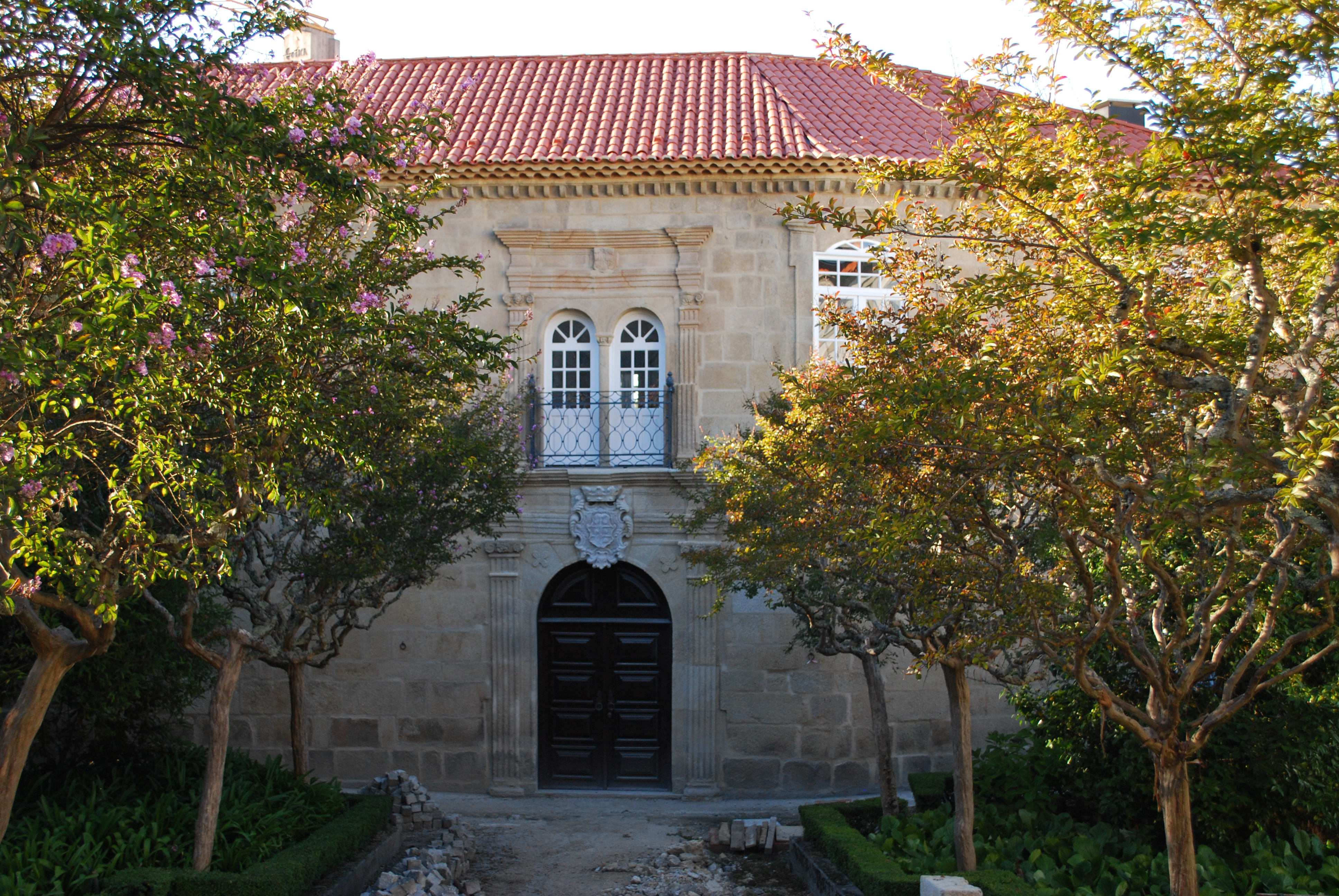
Casa do Miradouro, petro de Sé
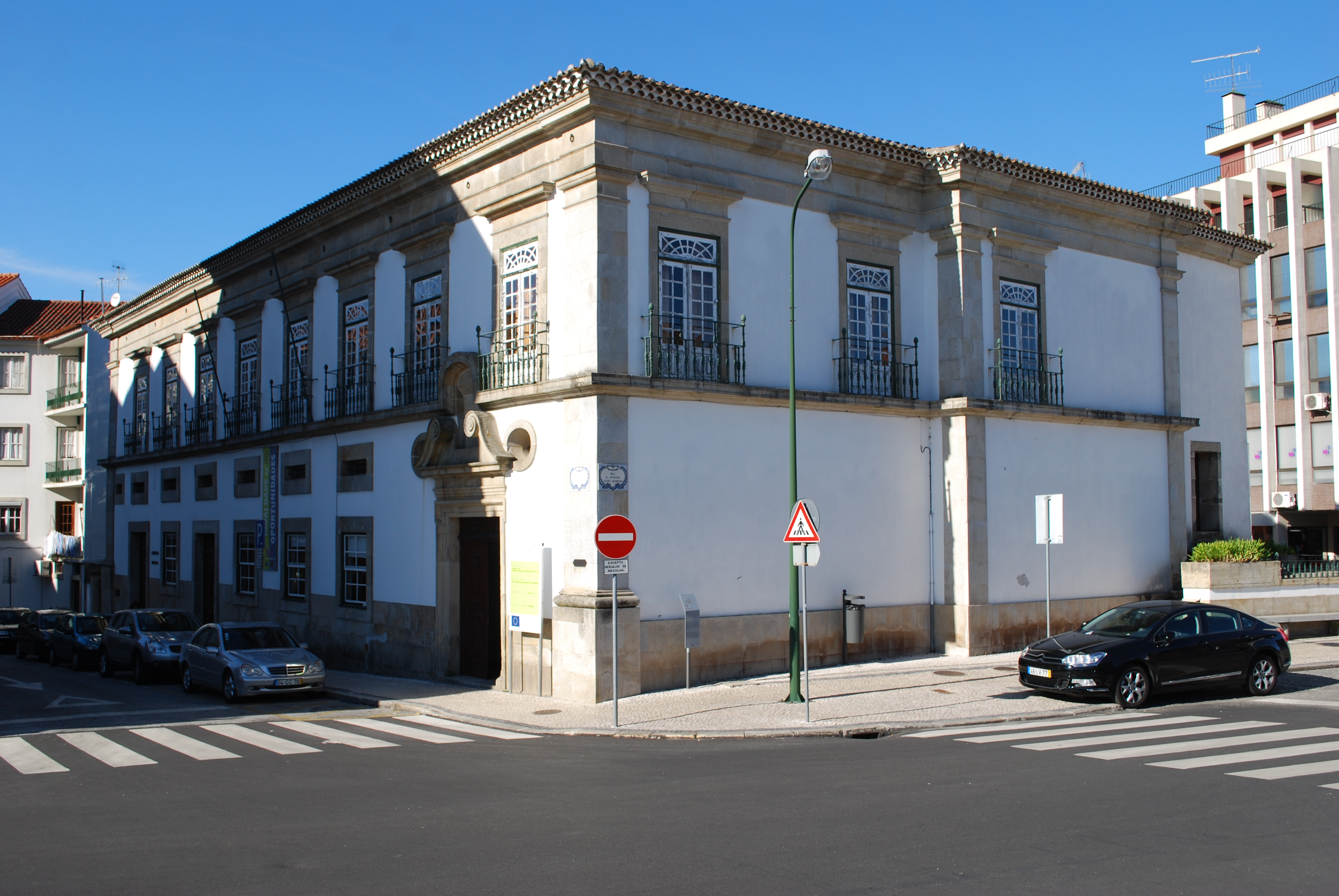
Solar dos Peixotos
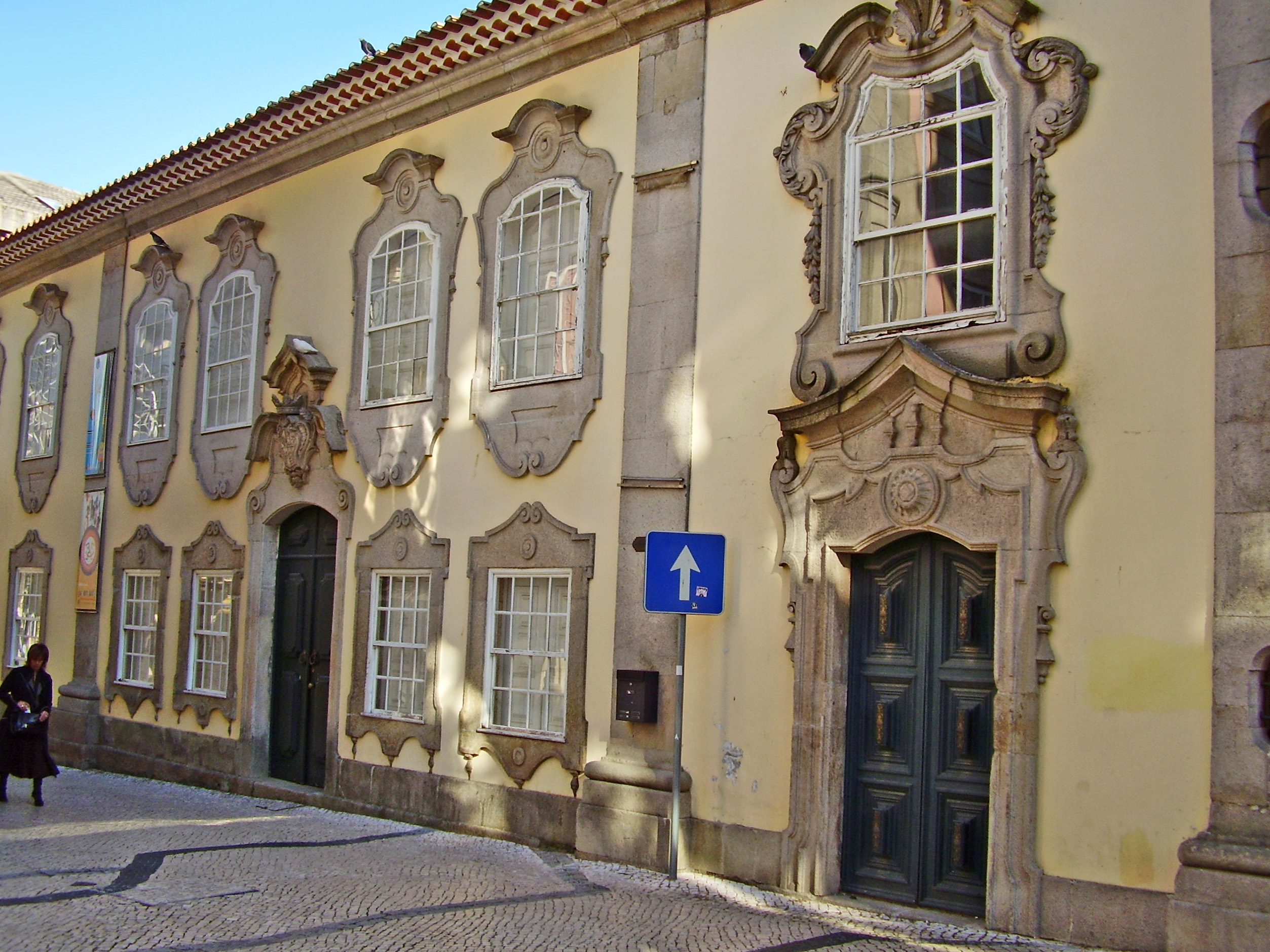
Solar dos Condes de Prime
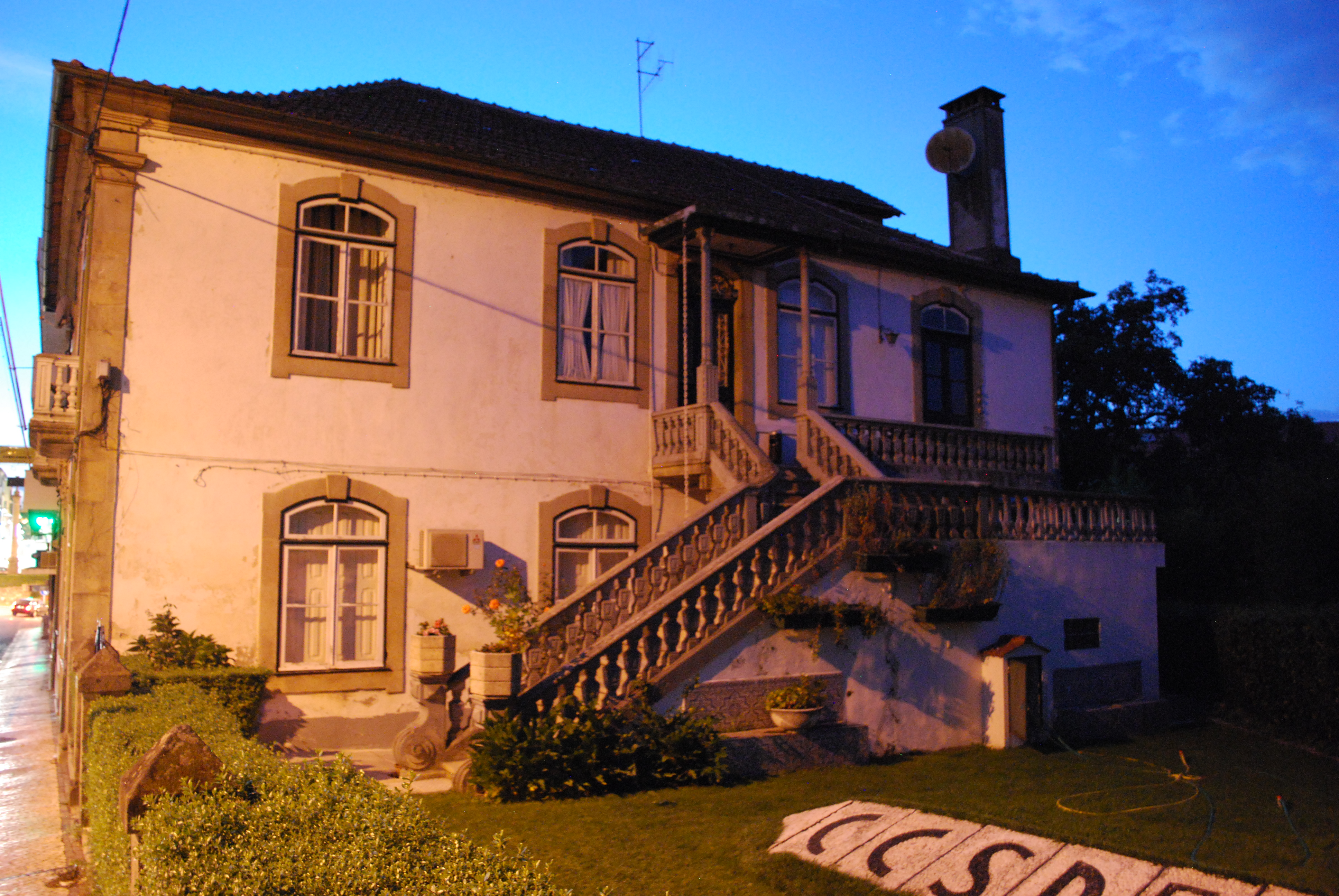
Casa Brasonada na Rua 5 de Outubro

## Cultura

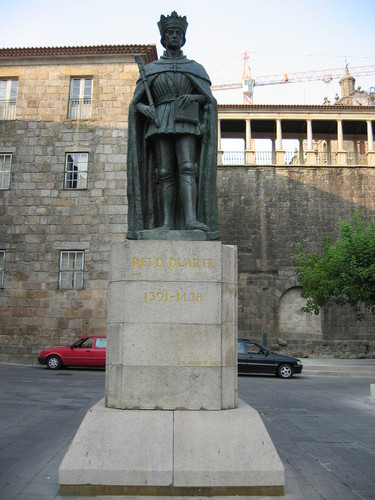
Estátua do El-Rei D. Duarte, Viseu.

Desde o século XVIII, Viseu passou a dispor de duas feiras: a de todas as primeiras terças-feiras de cada mês, que atualmente se realiza às terças-feiras, todas as semanas; e a Feira Franca, anual, cuja referência se tem durante um inquérito realizado para o Dicionário Geográfico de Luís Cardoso, em 1758, em que um cura da cidade afirma que as produções agrícolas da cidade «não só fazem a terra abundante mas sustentam por mais de doze dias, quatro ou cinco mil pessoas que efetivamente habitam nesta cidade pelo tempo da Feira Franca».

Alguns autores atribuem a criação da feira a D. Sancho I (1188) e a sua legalização por D. João I, mas foi D. Duarte que a transferiu para a Ribeira, mais tarde denominado Campo de Viriato, e para o dia 21 de setembro, dia de São Mateus. A feira seria suspensa até ao seu restabelecimento por D. Afonso V, agora de duração de 15 dias, e com início a 20 de Outubro, a decorrer novamente dentro da Cava. Já no reinado de D. Manuel I, a feira é deslocada para o Rossio de Santo António, atual Praça da República e, mais tarde, transladada para o Campo de Viriato, desta vez a decorrer entre 5 de outubro e 8 de setembro. Nos dias de hoje, a Feira Franca também é conhecida por Feira de São Mateus.

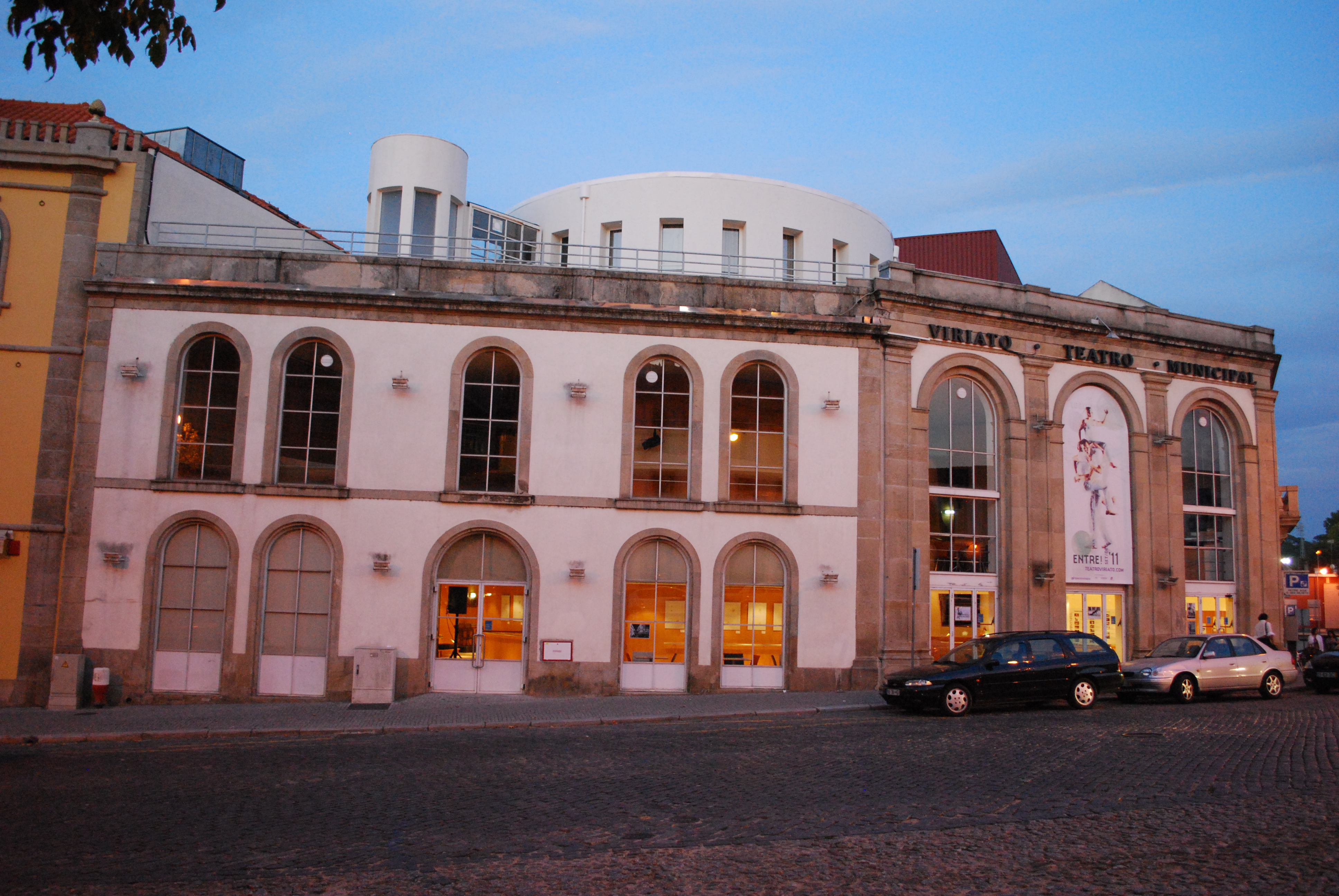
Teatro Viriato
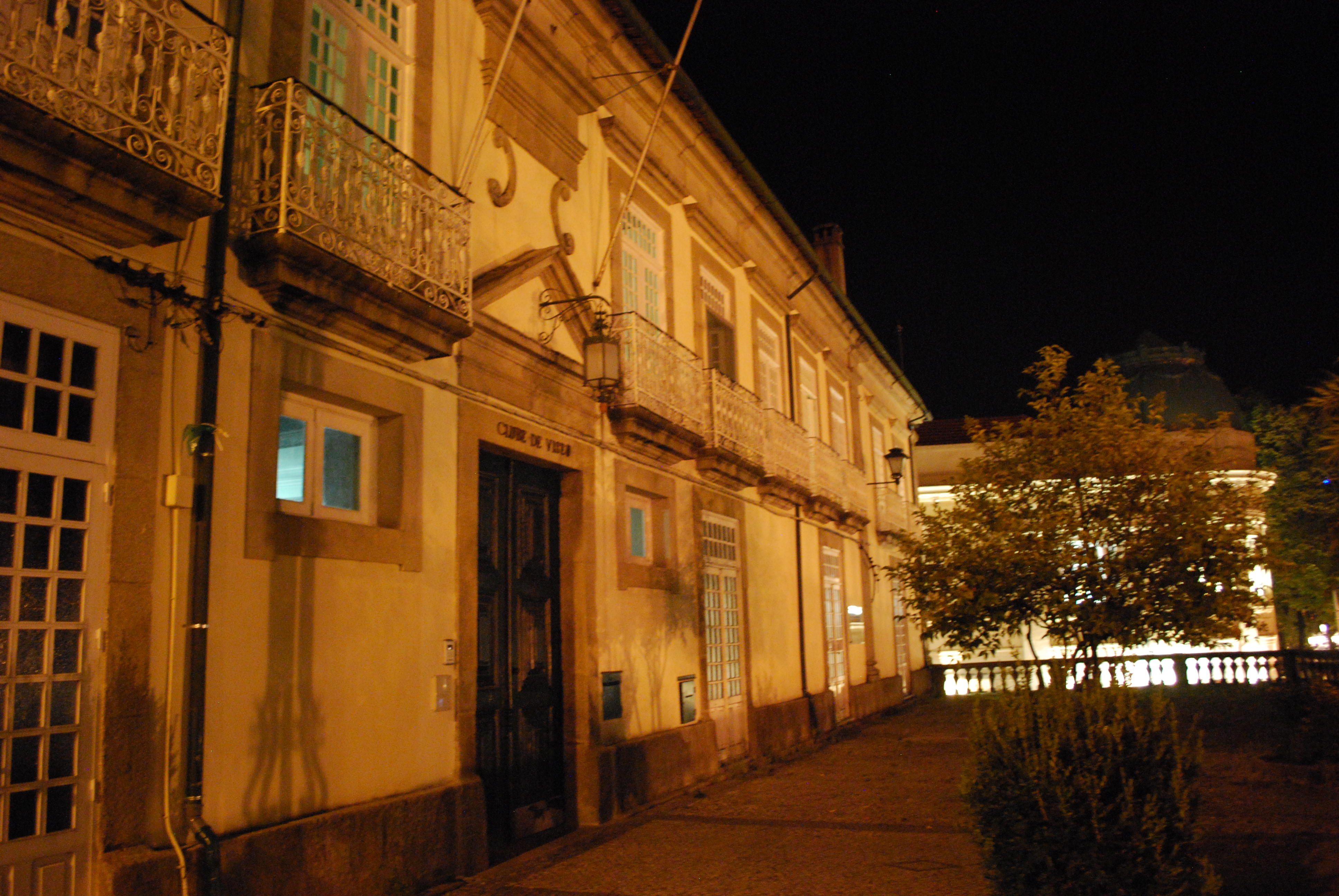
Cine Clube de Viseu

### Museus

#### Museu Grão Vasco
As pinturas de Vasco Fernandes e de outros artistas da escola de Viseu, são apreciadas pelo seu naturalismo e pelas paisagens de fundo. O tratamento da luz revela uma influência flamenga. No terceiro piso do museu são exibidas as obras-primas que outrora adornavam um retábulo da catedral.

#### Casa Museu Almeida Moreira
O museu está instalado na casa que foi residência do capitão Francisco António de Almeida Moreira, a qual, com o recheio constituído por biblioteca e peças várias, pinturas, mobiliário, porcelanas e escultura, doou para museu-biblioteca patente ao público.

#### Outros museus
- Museu de Arte Sacra na Sé de Viseu
- Casa da Ribeira - museu do artesanato
- Eco Museu Torredeita
- Casa da Lavoura e Oficina do Linho - Museu Etnográfico - Várzea - Calde
- Museu Etnográfico de Silgueiros
- Museu Etnográfico de Vila Chã de Sá
- Museu do Quartzo
- Museu de História da Cidade de Viseu
- Polo Arqueológico de Viseu
- Quinta da Cruz

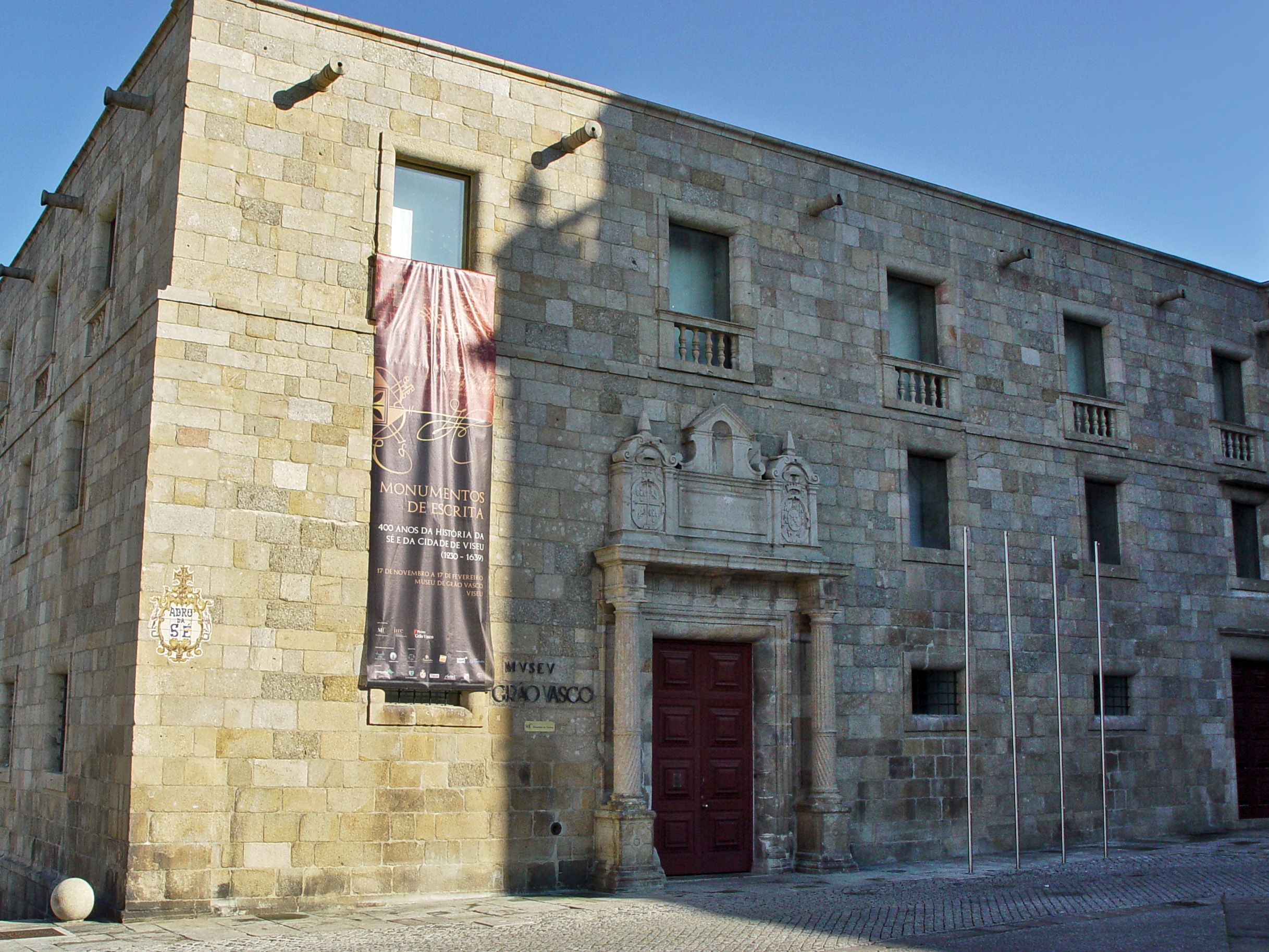
O edifício do Museu Grão Vasco
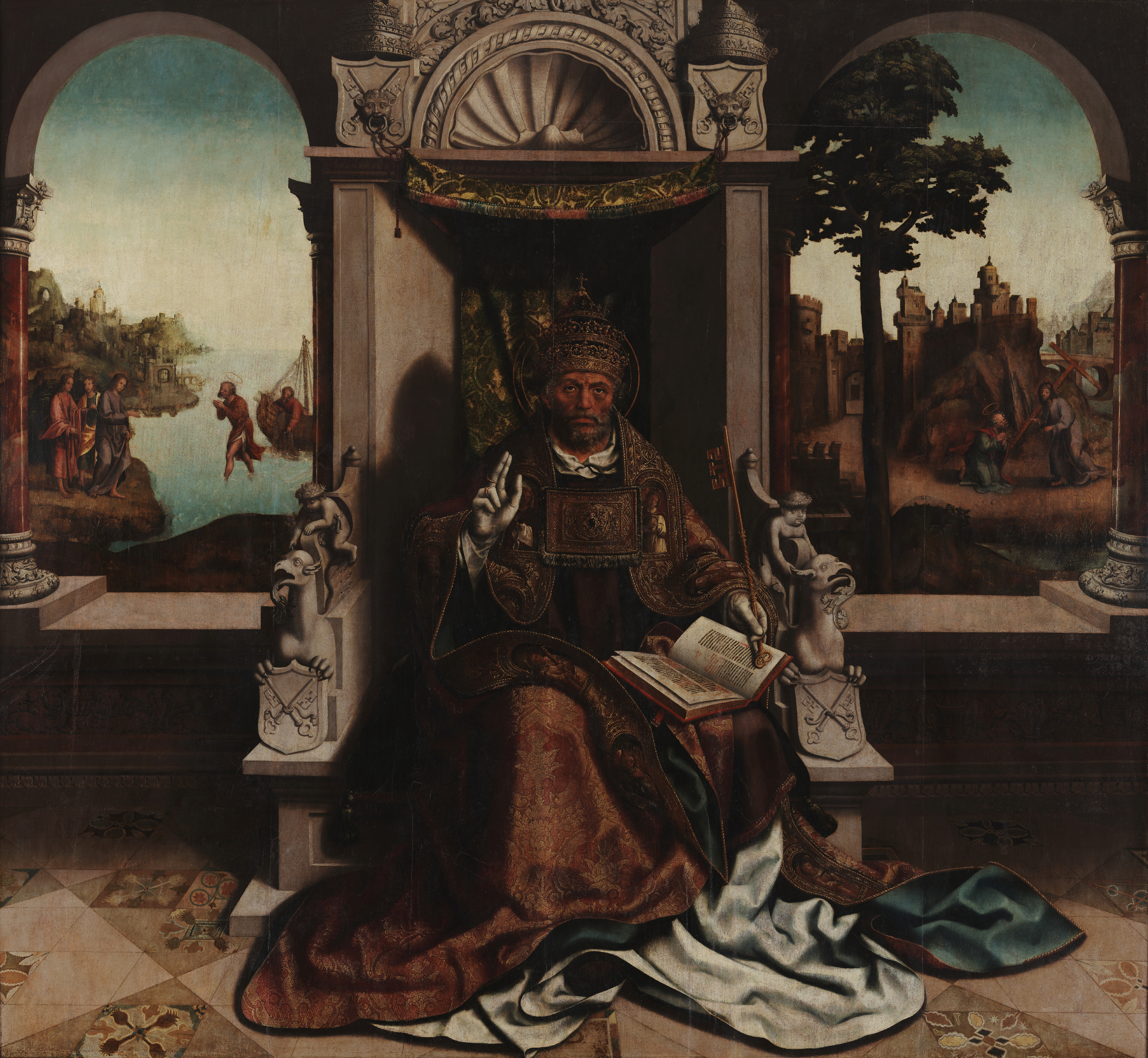
Detalhe do São Pedro por Vasco Fernandes
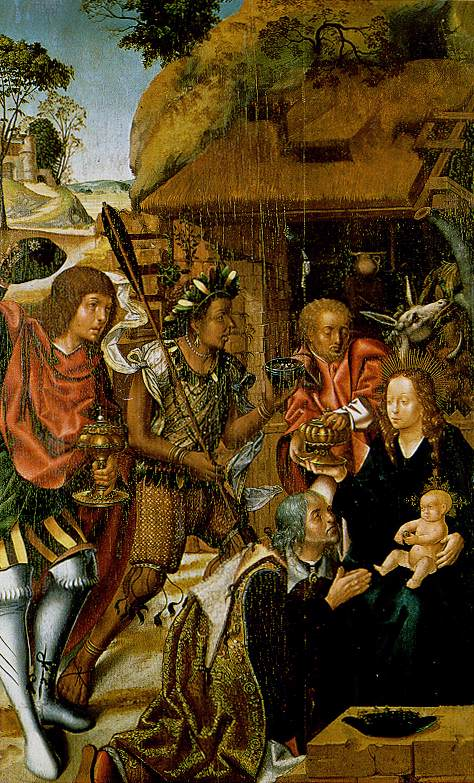
Adoração dos Magos por Grão Vasco
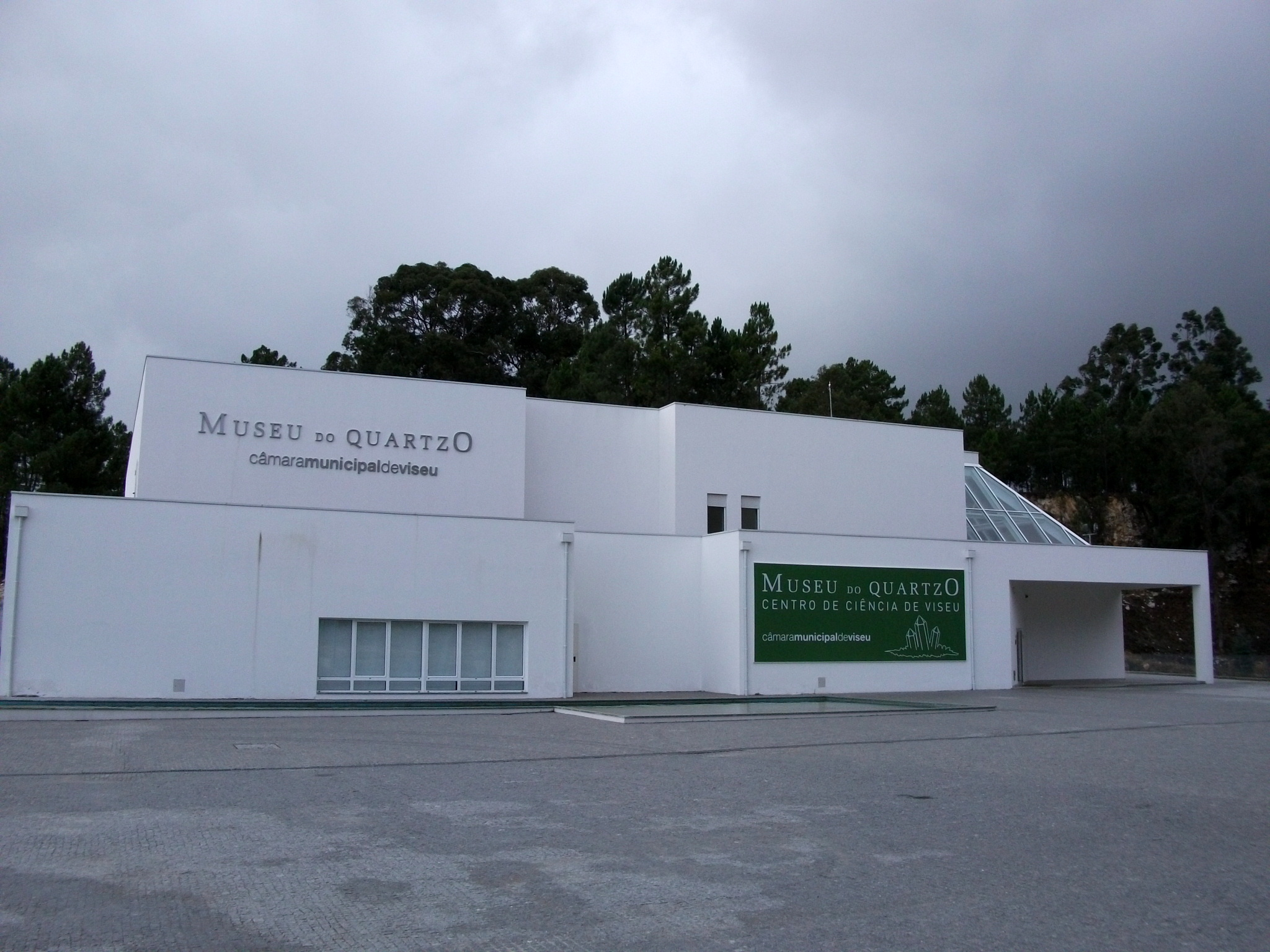
Museu do Quartzo

### Salas de espetáculo
| Nome                                            | Local                         | Capacidade (em lugares) | Outros                                     |
| ----------------------------------------------- | ----------------------------- | ----------------------- | ------------------------------------------ |
| Teatro Viriato                                  | Largo Mouzinho de Albuquerque | 350                     | -                                          |
| Pavilhão Multiusos de Viseu                     | Campo de Viriato              | 2500                    | Em upgrade técnico e restyling global      |
| Auditório Mirita Casimiro (Cine Clube de Viseu) | Rua Alexandre Lobo            | 250                     | -                                          |
| Viseu Arena                                     | Campo de Viriato              | 4000                    | Atual Pavilhão Multiusos; abertura em 2018 |

### Galerias de arte
Viseu tem três galerias de arte contemporânea e três espaços de exposição de arte contemporânea:

###### Galerias
| Nome                                | Local                 |
| ----------------------------------- | --------------------- |
| António Henriques                   | Rua Cândido Reis      |
| 4 Montras                           | Rua Nossa Sra. Fátima |
| Mitóarte - escola e galeria de arte | Rua do Calvário       |

###### Espaços
|                           | Local                         | Capacidade (em lugares) | Tipo                   | Outros                                |
| ------------------------- | ----------------------------- | ----------------------- | ---------------------- | ------------------------------------- |
| Pavilhão Multiusos        | Campo de Viriato              | 2500                    | Exposições temporárias | Em upgrade técnico e restyling global |
| Teatro Viriato            | Largo Mouzinho de Albuquerque | 250                     | Exposições temporárias | -                                     |
| Auditório Mirita Casimiro | Rua Alexandre Lobo            | 250                     | Exposições temporárias | -                                     |

### Eventos culturais

#### Jardins Efémeros
Viseu tem vindo a assistir a uma forte renovação da sua oferta cultural. O melhor exemplo é o Festival Jardins Efémeros, evento único em Portugal, que promove o encontro entre o público e novas formas expressão artística. Durante este festival, levado a cabo anualmente, em finais de julho, todo o Centro Histórico de Viseu é transformado num jardim acolhendo o talento de diversos criadores portugueses e internacionais. A utilização de espaços icónicos como a Sé de Viseu, Misericórdia, museus, capelas, jardins, logradouros, praças, o edificado do centro histórico (casas, lojas e edifícios industriais), reforça o carácter urbano do festival, valorizando o património da cidade de Viseu.
Em cada edição, o Festival Jardins Efémeros, apresenta uma oferta variada ao nível das artes plásticas e visuais, literatura, mercados, oficinas, música, som, teatro, dança, arquitetura, cinema, conferências e debates. Entre outros, já passaram por este evento nomes como: Nils Frahm; Robert Henke; Francisco Lopéz; Puce Mary; Holly Herndon; Anita Ackermann; Pedro Rebelo; Paus; Dead Combo; Lubomyr Melnyk; Robin The Fog; Sensible Soccers; Hands on Sound; Mikhail Karikis; The Legendary Tigerman. O Festival Jardins Efémeros é já considerado a mais completa realização multidisciplinar de arte contemporânea da região centro e interior de Portugal.

#### CITADÃO - Certame Internacional de Tunas Académicas do Dão
Festival de Tunas Académicas realizado desde 2004 pela Tunadão 1998 - Tuna do Instituto Superior Politécnico de Viseu.

#### Outros eventos
- Agenda Vinhateira: Estão incluídos festivais culturais variados ligados à música, arte, gastronomia, prova de vinhos e muito mais, várias vezes ao ano, sempre direcionados para a promoção de Viseu como cidade vinhateira e do vinho do Dão. O Mercado 2 de maio é um dos principais palcos deste complexo cultural, assim como a Rua Formosa, transformada numa adega a céu aberto durante o " Entre Aduelas". Este festival decorre na primavera sob a nomenclatura de "Tons da Primavera", no inverno como " Vinhos de Inverno" e no outono como "Festa das Vindimas".
- Festival de Street Art: Incluído na programação do Festival Tons da Primavera de 2015. Consiste na atuação de artistas de arte urbana em fachadas de edifícios um pouco por toda a cidade, sob a temática "Vinho e primavera". Na primeira edição os artistas convidados foram Aka Corleone, Fidel Évora, Draw, Marco Mendes, Mariana a miserável, Martinho Costa e Mesk.
- Festival de Teatro: Promovido pelo Teatro Viriato, em articulação com a Câmara Municipal de Viseu em associação com dezenas de companhias artísticas viseenses, e de todo o país. Decorre durante cerca de um mês, entre maio de junho, e consiste na realização de dezenas de peças teatrais no próprio teatro Viriato e ao largo de toda a cidade de Viseu. Esta iniciativa cultural vai já na sua 16° edição.
- Festival de Música da Primavera: Resulta da parceria entre a Câmara Municipal de Viseu e o Conservatório de Música Dr. José de Azeredo Perdigão, este evento conta com uma programação diversificada, com concertos, masterclasses, concursos e outros momentos de elevada qualidade musical.
- Festa do 2 de maio: Celebração da chegada das tropas liberais a Viseu após a Vitória na única guerra civil da História de Portugal. O ponto alto das festas é a recriação histórica, que termina no Mercado 2 de maio, na baixa da cidade.
- 48 ShortMedia: Curtas metragens.[21]
- Viseu A..: Com espetáculos diversos, focados na atividade teatral, sendo  promovido Pelo Teatro Viriato em colaboração com a Câmara Municipal de Viseu, assim como muitas instituições artísticas e de várias outras índoles em todo o conselho de Viseu, e nos conselhos limítrofes.
- Festival de Jazz de Viseu: Concertos de Jazz[22]
- Shortcutz Xpress Viseu: Projeto internacional de curtas metragens [23]
- CNC - Cinema na Cidade: Projeção de cinema na Praça D. Duarte [24]
- Vista Curta: Festival de curtas metragens amadoras
- Festival Internacional de Piano de Viseu: Teve a sua primeira edição em 2015, incluído na programação do Festival de Música da Primavera
- Meia Maratona do Dão, Corrida da Emoção.

## Economia

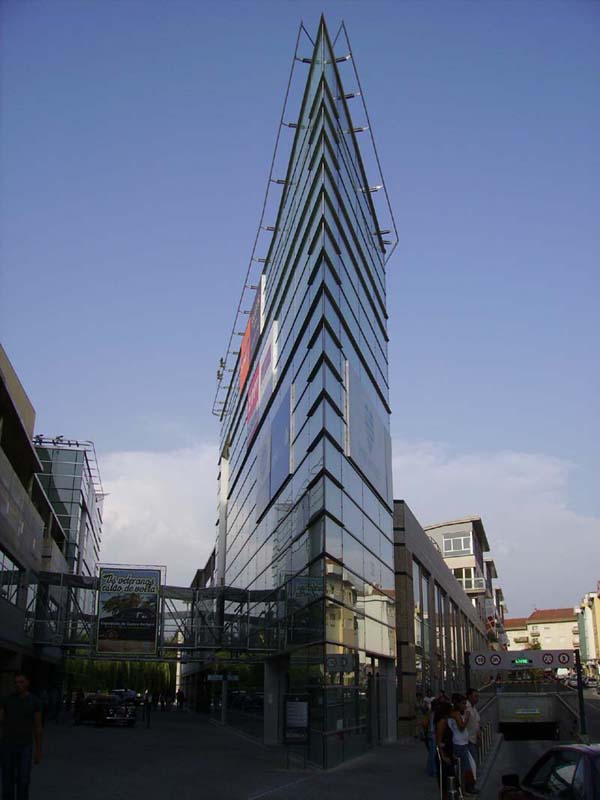
Centro comercial Fórum Viseu

Viseu caracteriza-se como um centro administrativo, de comércio e de serviços. O sector agrícola ocupa apenas 2% da população ativa, em especial na produção hortícola, fruta, designadamente maçã e viticultura, especialmente os vinhos maduros DOC Dão e os verdes de Lafões. Até à década de 1980, houve a extração de minério de tungsténio e quartzo na exploração mineira do Monte de Santa Luzia, para alimentação da ENU - Empresa Nacional de Urânio e dos Fornos Elétricos de Canas de Senhorim, entretanto desativada.
O sector secundário, com uma atividade centrada em empresas de média dimensão, ocupa 16% da população. A indústria viseense produz, essencialmente, têxteis e têxteis-lar, mobiliário, metalurgia, máquinas e equipamentos industriais, agroquímicos e componentes automóveis. Importante, igualmente, a indústria da construção civil. O setor de serviços ocupa 83% da população.

### Pontos comerciais
A cidade de Viseu possui diversas áreas comerciais, entre as quais:
- Palácio do Gelo Shopping: Inaugurado oficialmente a 15 de Abril de 2008, este é o 3 maior centro comercial de Portugal a área comercial (175 000 m²) . Possui 164 lojas.  Conta como lojas âncoras o Hipermercado Auchan, Fnac (2.ª maior do país), Rádio Popular (a maior do país), Izi, C&A, H&M, Sport Zone, T&R, Natura, Polar e Brincar e ForLife, e Desigual. Das seis salas de cinema NOS Cinemas, uma delas tem equipamento 3D. As principais atrações são o Bar de Gelo (único em Portugal), a Pista de Gelo e ainda os Terraços Panorâmicos com vista para as Serras da Estrela e Caramulo. Catarina Furtado é a 'imagem' do centro comercial:[26]
- Fórum Viseu: Aberto desde o feriado municipal de 2005, esta área comercial junta 82 superfícies comerciais, com a beleza do centro da cidade e também do Rio Pavia.
- Viseu Retail Park: Conta com quinze lojas. Situado na freguesia de Fragosela, foi aberto em Maio de 2007.

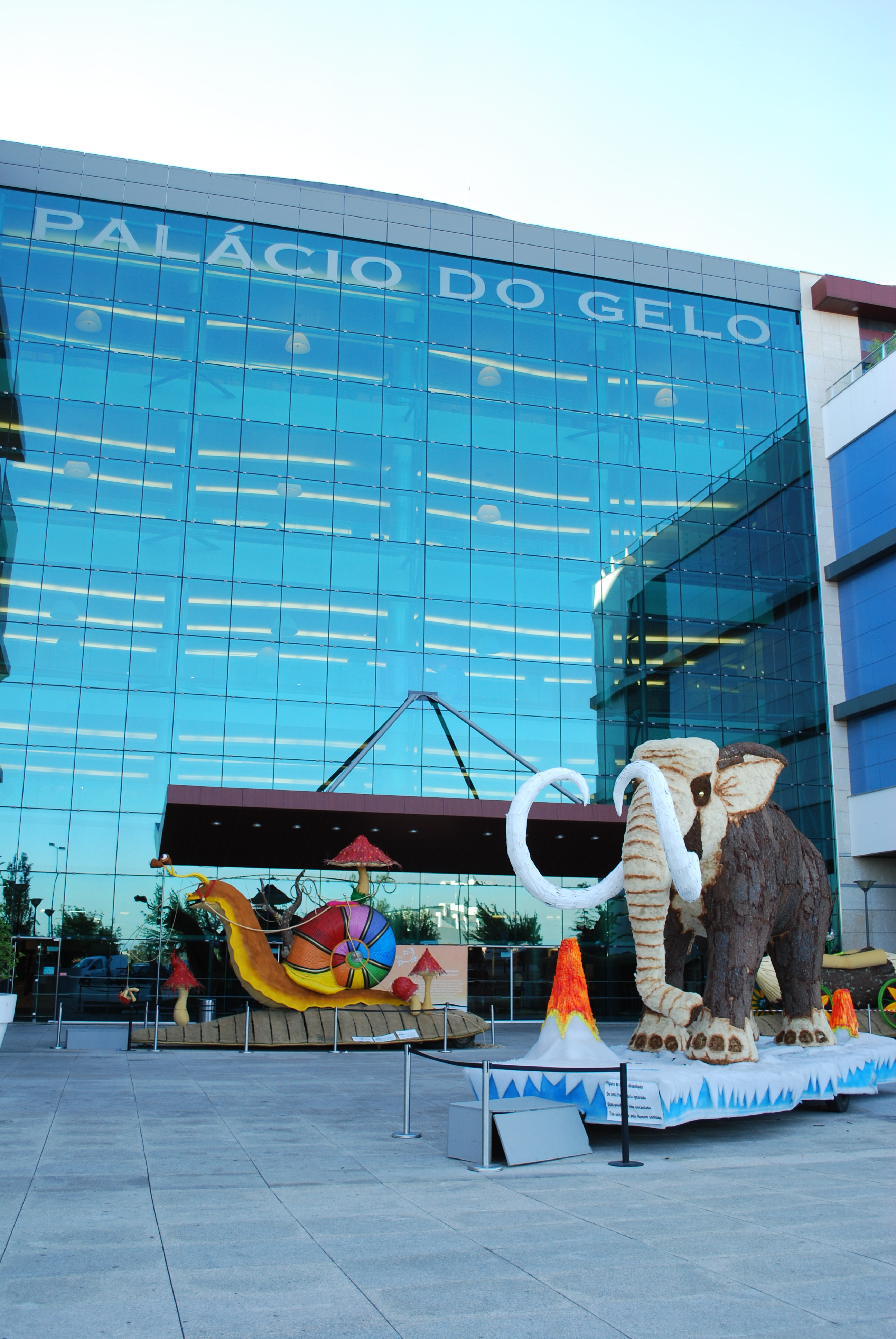
Fachada do Palácio do Gelo
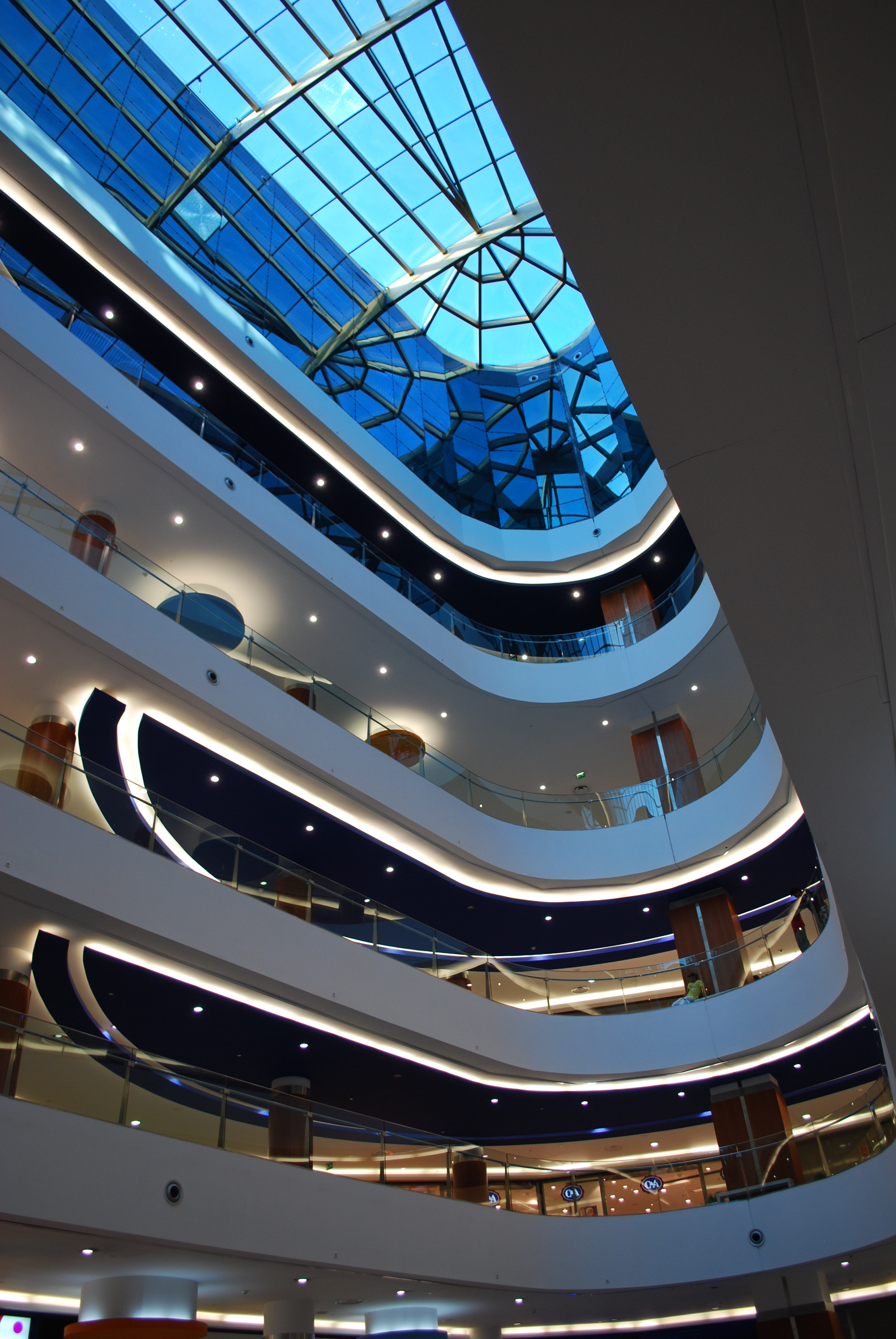
Interior do Palácio do Gelo
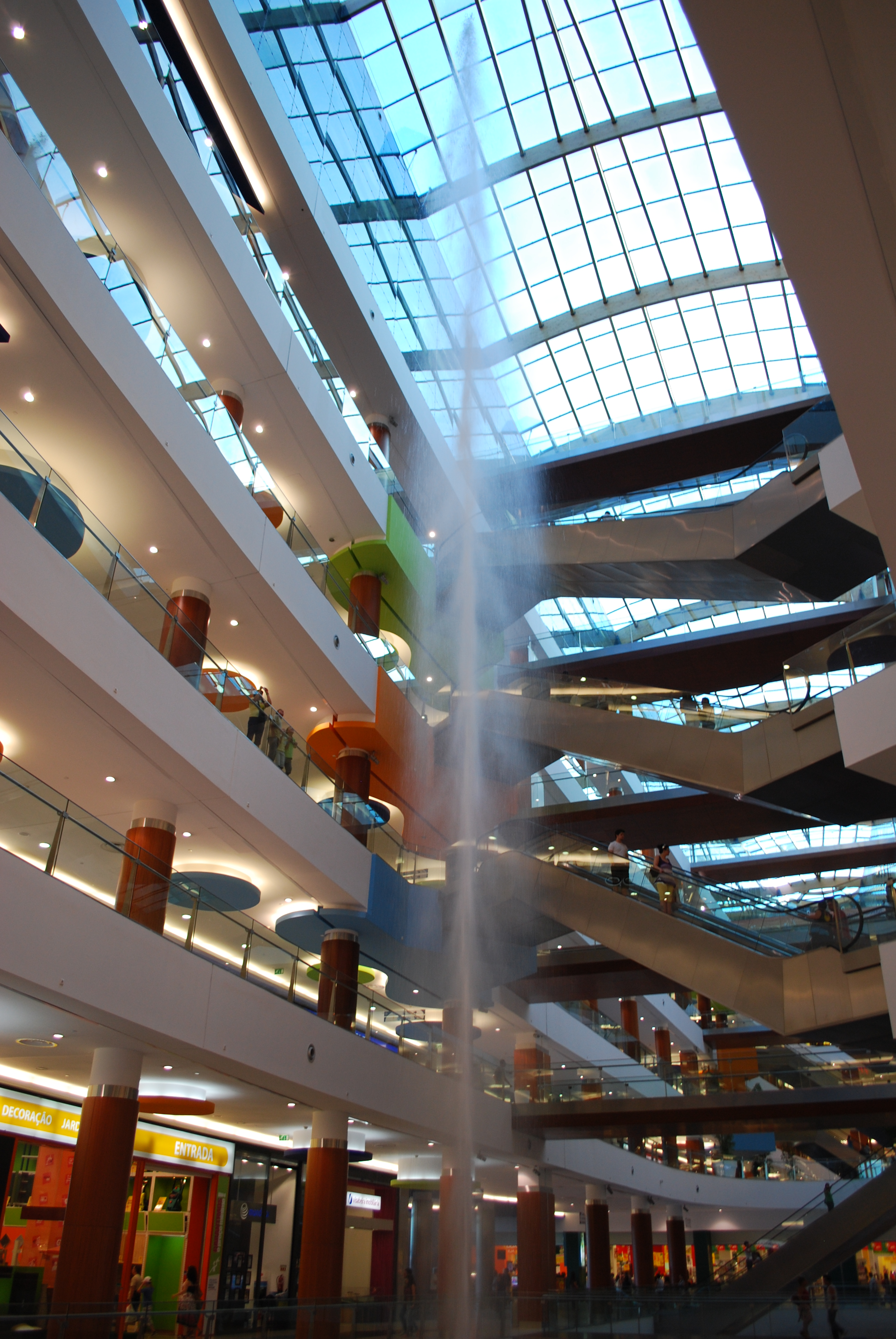
Jato de água e pontes pedestres interiores do Palácio do Gelo
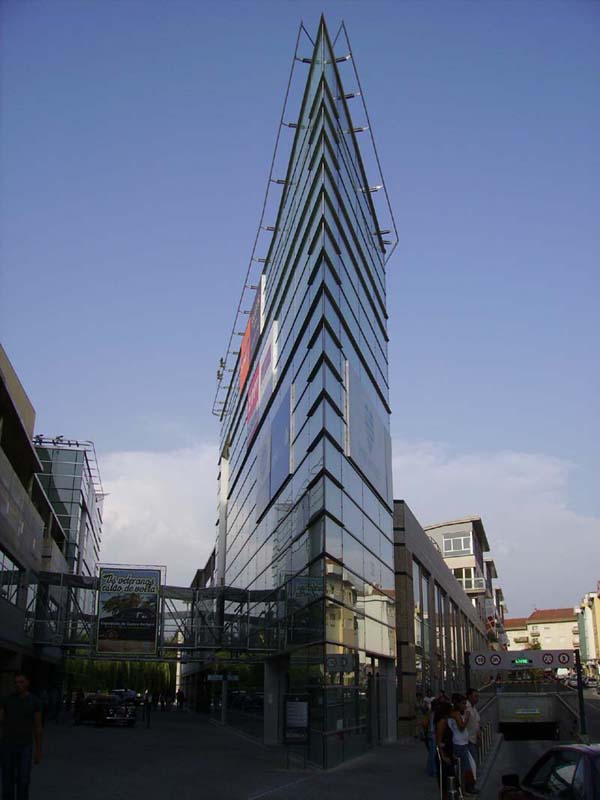
Centro Comercial Fórum Viseu

## Turismo, festas e efemérides

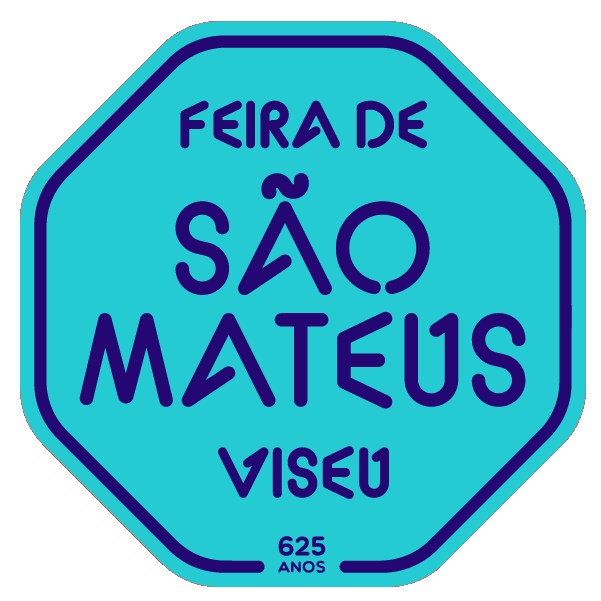
Feira de São Mateus 2017 - 625 anos

### Feira de S. Mateus
A Feira Franca foi criada por D. Sancho I em 1188 (não tendo esse nome inicialmente), havendo documentação a partir de 1392, passando mais tarde no século XVI a chamar-se Feira de S. Mateus. A história diz que a Feira Franca foi uma prenda de D. João I de Portugal, Mestre de Avis, por Viseu ter sido a única cidade portuguesa a estar a seu lado na crise de 1383-1385. A sua ligação a Viseu não acaba aqui, tendo o seu filho D. Duarte nascido aqui e os seus filhos D. Henrique e D. Fernando sido os primeiros duques de Viseu.
Numa área de 18 000 m² estão presentes centenas de expositores e feirantes representando todos os sectores de atividade.
Depois de na edição de 2016 ter ultrapassado o milhão de visitantes, em 2017 a Feira comemora 625 anos e pretende continuar a afirmar-se como o maior evento da região.
0

### Semana Académica
A Semana Académica de Viseu, ocorrendo normalmente na segunda quinzena de Maio, arrasta até à cidade milhares de pessoas para participarem nas diversas atividades, quer sejam familiares dos estudantes das diversas instituições de ensino superior, quer meros turistas curiosos. Não tendo uma tradição tão antiga como as suas congéneres de Coimbra, Lisboa, Porto ou Évora, a Academia de Viseu, já com cerca de 11 000 alunos, promove eventos como a Serenata Monumental, o Cortejo Académico, o Encontro de Tunas ou a Bênção das Pastas que se constituíram momentos importantes do calendário cultural da cidade.

### Alcafache, as Termas de Viseu
As Termas de Alcafache Spa Termal são um dos principais centros de atração turística do concelho de Viseu, recebendo anualmente milhares de visitantes oriundos de todos os cantos do País que aqui vêm com o objetivo de realizar curas termais e programas de bem-estar. As propriedades da água sulfurosa de Alcafache que brota a mais de 50º são já uma referência no setor termal e que em muito contribuíram para que Viseu tenha sido considerada uma das cidades com maior qualidade de vida na Europa.

### VisitViseu.pt
Em 2016 a Câmara Municipal de Viseu lança durante a BTL 2016 em Lisboa o website turístico «VisitViseu.pt». visitviseu.p para promover o turismo mundialmente com o objetivo de atrair o máximo de turistas à cidade. O website está disponível em Português e Inglês.

### Tuk-tuk
O Tuk-tuk é uma motorizada com capacidade para 3 pessoas, permitindo descobrir a cidade de Viseu. O veículo, com motivos inspirados no painel de azulejos da autoria do mestre Joaquim Lopes, parte do Largo General Humberto Delgado para dar a conhecer a cidade histórica, a cultura e a gastronomia, com destaque para o vinho do Dão. À disposição do turista estão circuitos que passam, por exemplo, pela Quinta da Cruz, percorrem o centro histórico e passam por quintas e produtores.

### Turismo do Porto e Norte de Portugal
A 27 de outubro de 2016, foi anunciado que o município de Viseu passaria a integrar a rede do Turismo do Porto e Norte de Portugal, no âmbito de um protocolo aprovado por unanimidade na reunião de Câmara.
Segundo o antigo presidente da Câmara Almeida Henriques, atualmente "grande parte do crescimento" que tem sido verificado em Viseu ao nível do turismo deve-se a "turistas que vêm do Norte, do aeroporto Francisco Sá Carneiro".

## Transportes

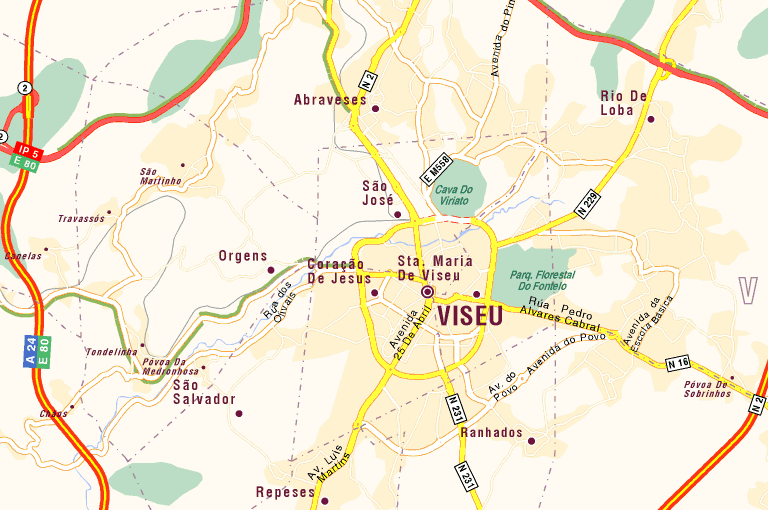
Mapa de Viseu e freguesias

Viseu é conhecida como a "Cidade das Rotundas" e é considerada uma referência europeia no que ao planeamento urbano e construção de infraestruturas diz respeito.

A capital portuguesa está localizada a 292 km, enquanto que a cidade de Porto está localizada a 133 km de Viseu.

### Vias de comunicação
A requalificar
- 1ª Circular Sul, ligação Ramalhosa - Rio de Loba à EN16.
- 1ª Circular Norte, ligação EN229 - ligação Ramalhosa.
- Duplicação da EN229 desde a 1ªCircular Norte à rotunda do Sátão . (em requalificação)
- Requalificação da EN229 entre a Rotunda do Sátão e o cruzamento para o Parque Industrial de Mundão.
- Duplicação da EN2 desde o Lidl - Repeses até ao Bairro de Sta. Eulália.(1ªa fase finalizada)
- Duplicação da EN16 desde o IP5 - Pascoal até à Avenida da Europa - Abraveses (em requalificação).
- Duplicação da EN231 desde a rotunda de Teivas - S. João de Lourosa até ao Palácio do Gelo - Ranhados.

#### Ligações à cidade
A cidade é servida por uma complexa e completa rede viária, fazendo a ligação a todos os concelhos do distrito, bem como aos portos próximos, às fronteiras espanholas em Vila Verde da Raia e Vilar Formoso e às principais cidades portuguesas.
- A25 - (Aveiro até Vilar Formoso) Concluída em 2006, e sendo uma das mais importantes auto-estradasportuguesas, a A25 tem quatro saídas disponíveis para a entrada na cidade: Viseu Norte (IP5), Viseu (A24), Viseu / Nelas (EN231), Viseu Este (IP5).
- A24 - (Viseu até Chaves) Tal como a A25, tem quatro saídas disponíveis para a cidade: Moselos (EN16), Viseu Norte (IP5), Viseu (A25). Quando estiver pronto o último troço desta auto-estrada que ligará Viseu a Coimbra, reduzirá a distância entre estas duas cidades para 70 km. O traçado deste último troço da A24 passará a oeste do atual IP3, passando por Vale de Besteiros, Mortágua e Souselas, utilizando apenas alguns trechos do atual IP3.
- IP3 - (Coimbra até Viseu) Com início num dos nós da A1, o IP3 percorre os distritos de Coimbra e Viseu. Esta estrada será totalmente substituída, aquando da conclusão da A24.
- IP5 - Aquando da inauguração da A25, foi desqualificado da rede nacional de estradas. Usado ainda para ligação a alguns pontos da cidade. Apelidada anteriormente de Estrada da Morte, servirá da circular à cidade na concessão futura
- EN229 - Ligação de Viseu ao Sátão, sendo uma das entradas da cidade com mais tráfego, encontra-se a sofrer uma requalificação até ao Parque Industrial de Mundão (construção de 7 rotundas pela EP: PEM, Mundão, Catavejo, IP5, Travassós de Cima, 1ª Circular, Guimarães). Já possui duas vias desde a 1ª Circular até à Estrada de Circunvalação.
- IC37 - Ligação de Viseu a Seia, substituindo a EN231 que faz o mesmo percurso, sendo esta construída em perfil de via rápida, com três vias - perfil 1X1 com via de lentos em subida - (ligando o nó da A25 em Viseu ao nó do IC6 / IC7 em Seia).
- EN337 - Ligação de Viseu a Vouzela e a Carregal do Sal.
- EN323 - Ligação de Viseu a Vila Nova de Paiva.

### Funicular de Viseu
O funicular de Viseu liga a zona alta junto ao Adro da Sé ao Campo de Viriato (campo da Feira de S. Mateus).

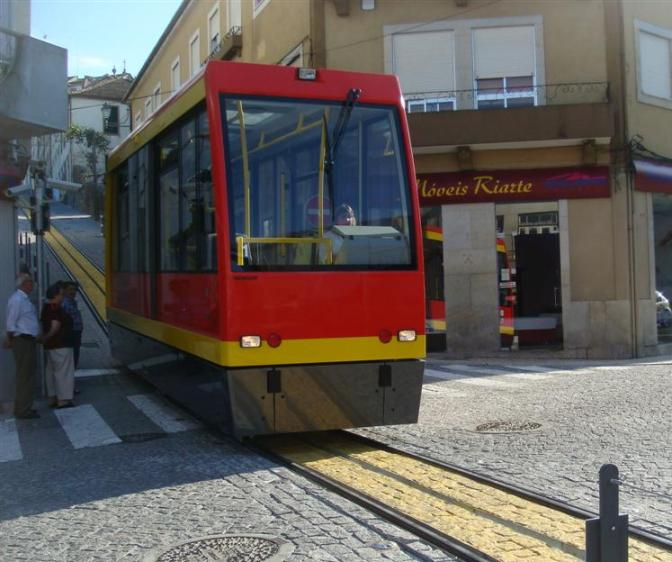
Funicular de Viseu
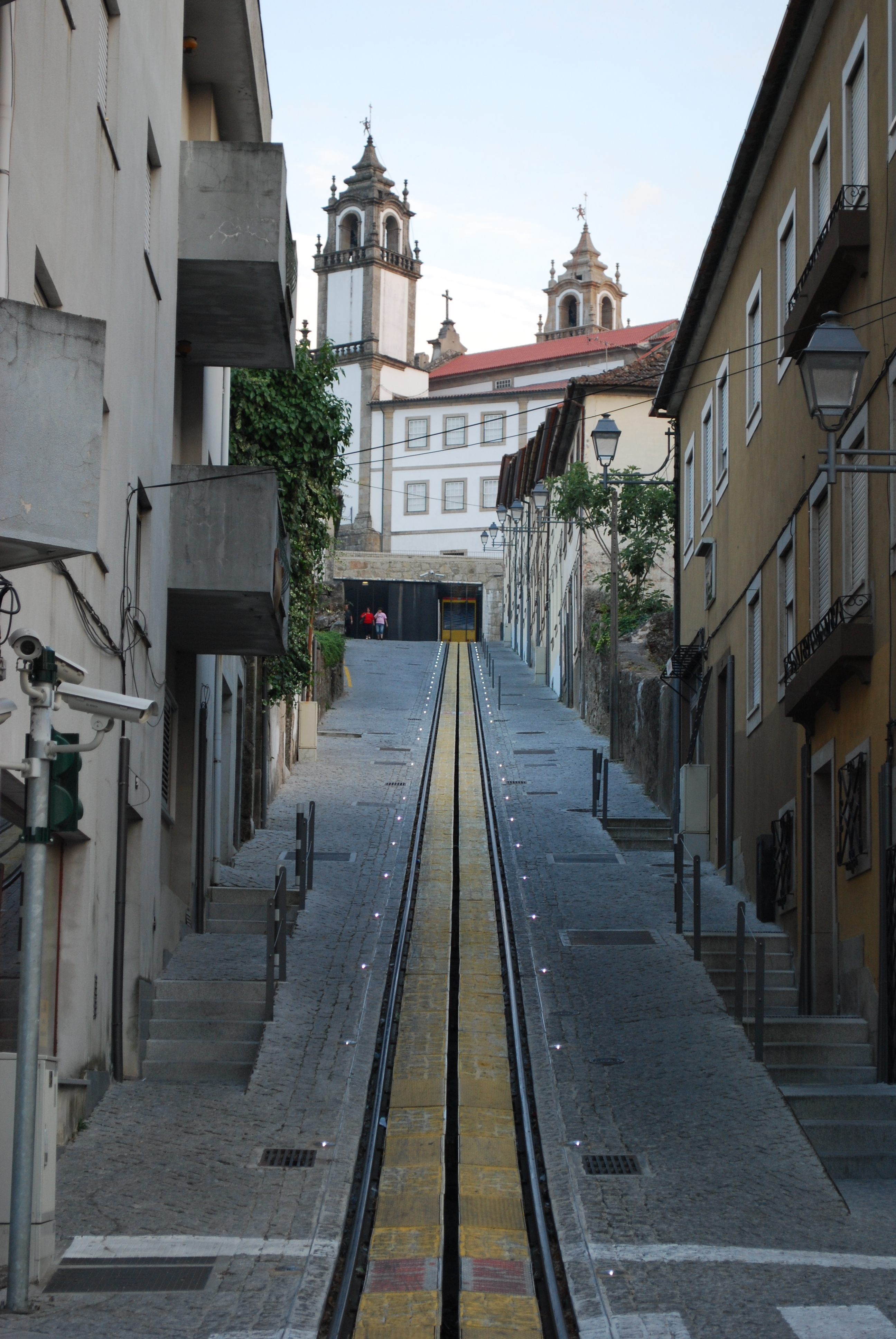
A via do funicular, com a igreja da Misericórdia como fundo
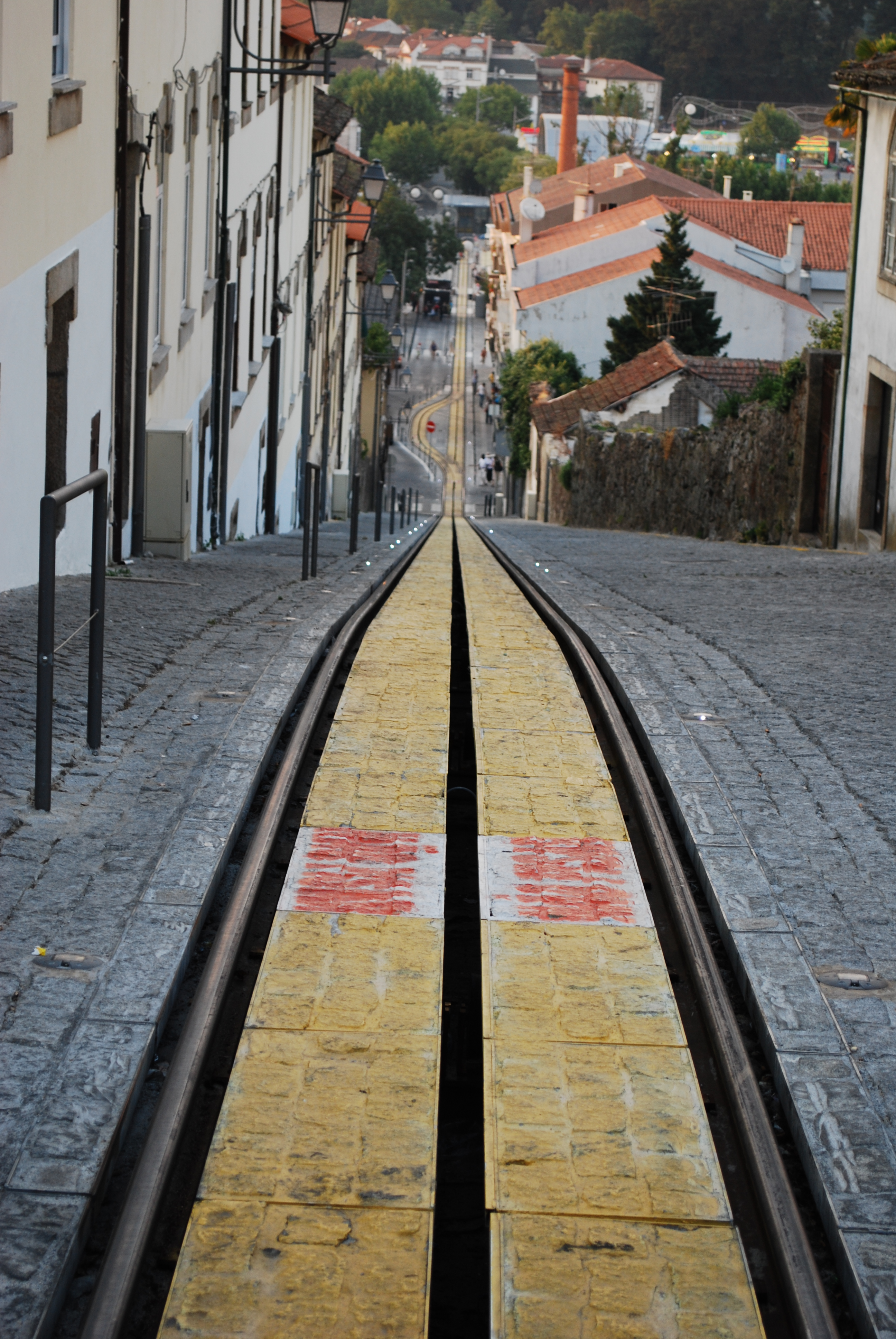
O trajeto completo, com a zona de cruzamento

### Aeroporto Regional de Viseu
O Aeroporto Gonçalves Lobato é uma estrutura que tem de momento uma pista asfaltada de 1200 m de comprimento com 30m de largura. Desde 17 de dezembro de 2015, é possível viajar de Bragança para Portimão (e vice-versa), sendo que o voo faz escalas em Vila Real, Viseu e Cascais. Os passageiros podem sair em qualquer um destes destinos e a viagem tem a duração de 2h20min. A partir de março de 2016, haverá 2 voos diários.
Desde 11 de setembro de 2017 tem certificação para voos noturnos.

### Autocarros
Viseu tem 24 linhas de autocarros urbanos integrados no sistema de Mobilidade Urbana de Viseu (MUV). Tem mais duas linhas de mini autocarros elétricos que não têm paragens pré-definidas (linhas azuis): a primeira circula pelo centro, passando pelos mais importantes pontos comercias e históricos; a segunda liga a Central de Camionagem ao Hospital de São Teotónio.

### Comboios
Atualmente, Viseu, em conjunto com Bragança e Vila Real, é uma das únicas capitais de distrito dos países da antiga União Europeia dos quinze, que não tem uma serventia ferroviária. Contudo, a cidade já foi servida diretamente por duas ferrovias de via estreita, mas que estão atualmente encerradas: a Linha do Dão, entre Santa Comba Dão e Viseu, que fechou em 1989, e a Linha do Vouga, entre Espinho e Viseu, na qual o troço Sernada do Vouga - Viseu encerrou em 1990. O edifício principal da estação de Viseu, terminal destas duas linhas ferroviárias, foi demolido em 1994.
Em 2015, o Governo confirmou uma linha ferroviária que passaria pelo Porto de Aveiro, Viseu e Vila Franca das Naves, onde entroncar-se-á com a Linha da Beira Alta, seguindo depois para Espanha. A decisão está tomada e se a solução encontrada ficar abaixo dos 1,4 mil milhões de euros será uma realidade.

### Ciclovias urbanas
A primeira rede de ciclovias urbanas de Viseu nasce em 2018. Esta nova rede ligará o Centro Histórico e principais pontos de uso da população. Um primeiro grande passo do “MUV” (Mobilidade Urbana de Viseu). Numa primeira fase, e até 2018, o circuito vai ter uma extensão de seis quilómetros e abranger o núcleo da cidade.
No futuro, o objetivo é o de chegar aos 66 quilómetros já que a rede, que integra o novo sistema de mobilidade suave em Viseu (MUV), contempla mais duas fases que farão a ligação às freguesias do concelho.
A ciclovia com os seis quilómetros vai ligar os pontos da cidade de utilização mais intensiva, como escolas secundárias e de ensino superior, o hospital, a central de camionagem, os parques verdes e a ecopista, assim como algumas ruas e praças do Centro Histórico.
Tudo isto num investimento superior a 3,5 milhões de euros, com fundos do Portugal 2020.

## Educação
As Escolas Básicas oferecem o ensino básico - 1.º ciclo de Viseu, sendo frequentadas por 4527 alunos. Possui também oferta de Educação Pré-Escolar pública em estabelecimentos de educação e ensino (Jardins de infância e Escolas Básicas).
Ao nível do ensino secundário, existem três escolas: Alves Martins, Viriato e a Escola Secundária Emídio Navarro.
Ao nível do 2º e 3º ciclo existem oito escolas públicas: EB 2,3 Azeredo Perdigão, EB 2,3 Grão Vasco, EB 2,3 do Viso, EB 2,3 Infante D. Henrique, EB 2,3 de Silgueiros, EB 1,2 João de Barros, EB 2,3 de Mundão e EB 2,3 de D. Duarte.
Para além destas, funcionam três colégios privados: Colégio da Via Sacra, Colégio da Imaculada Conceição e EBIS Jean Piaget.

### Agrupamentos de Escola em Viseu
- Agrupamento de Escolas Viseu Norte
- Agrupamento de Escolas do Viso
- Agrupamento de Escolas de Grão Vasco
- Agrupamento de Escolas do Infante D. Henrique
- Agrupamento de Escolas do Mundão

Viseu dispõe igualmente de ensino profissional na Escola Profissional Mariana Seixas, na Escola Profissional de Torredeita e na Profitecla.

### Instituições de ensino superior

#### Públicas
- Instituto Politécnico de Viseu

#### Privadas
- Escola Superior de Educação Jean Piaget
- Escola Superior de Saúde Jean Piaget
- Instituto Superior de Estudos Interculturais e Transdisciplinares de Viseu
- Universidade Católica Portuguesa

## Biblioteca Municipal
A Biblioteca Municipal D. Miguel da Silva fica situada na Rua Aquilino Ribeiro. Foi inaugurada no dia 31 de Maio de 2002.

## Infraestrutura

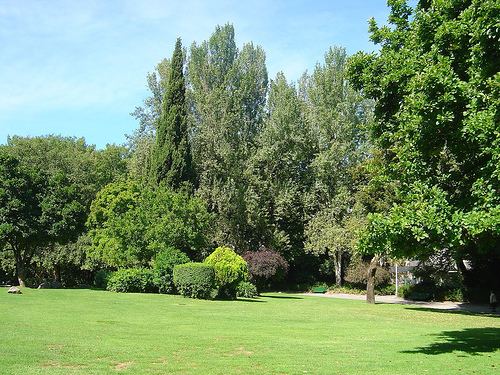
Parque da Cidade

### Equipamentos
- Salas de estudo
- Arquivo Municipal e Distrital
- Funicular
- Nova Feira Semanal

### Espaços industriais
- Parque Empresarial de Lordosa
- Parque Empresarial de Mundão
- Parque Industrial de Coimbrões

### Parques e jardins

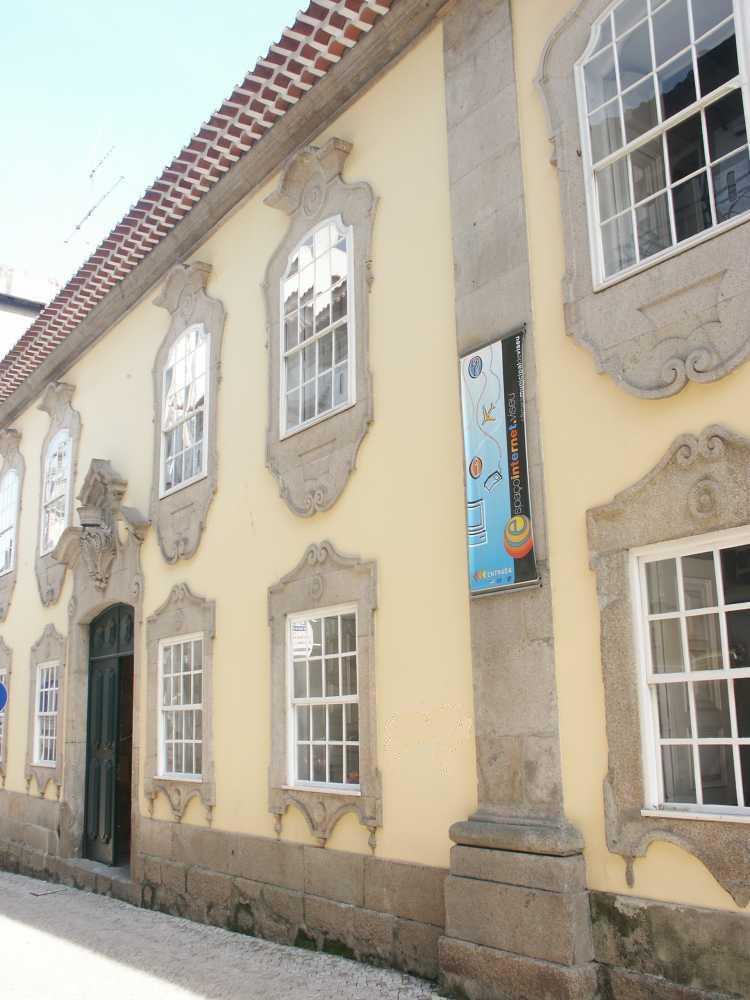

- Quinta da Cruz
- Parque Urbano da Aguieira
- Parque Linear do Pavia
- Parque do Fontelo
- Jardim das Mães
- Jardim de Santa Cristina
- Jardim Santo António
- Jardim do Paço dos Bispos
- Jardim Tomás Ribeiro
- Parque Aquilino Ribeiro

0

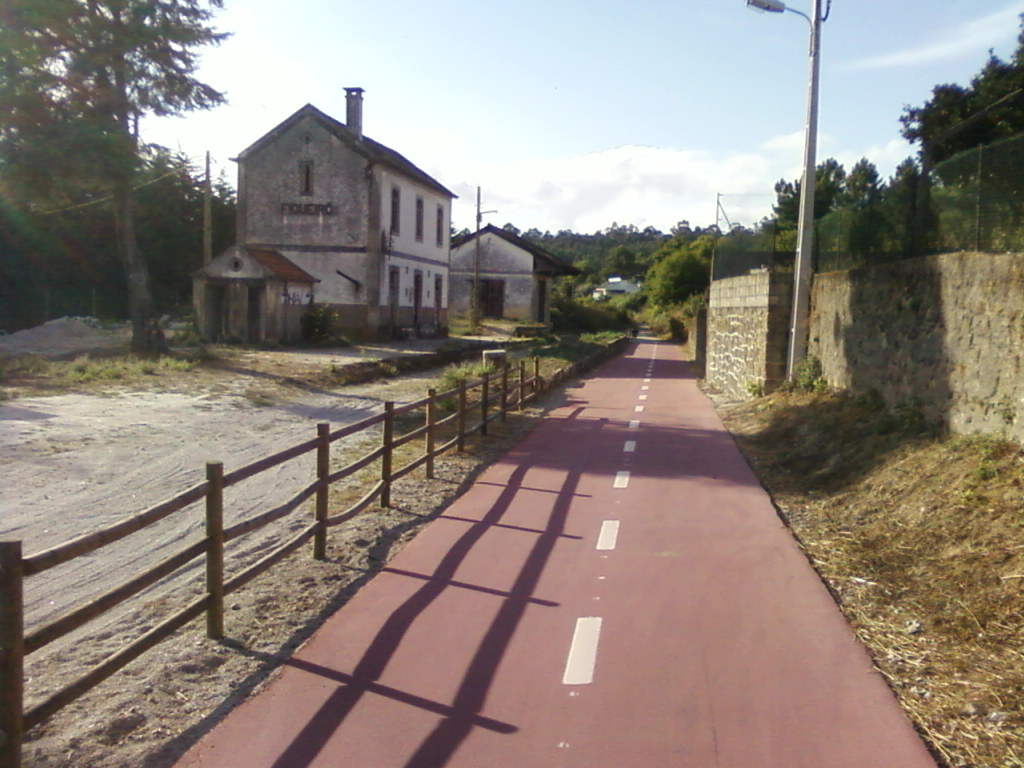
Antiga Ecopista do Dão junto à Estação de Figueiró (freguesia de São Cipriano)
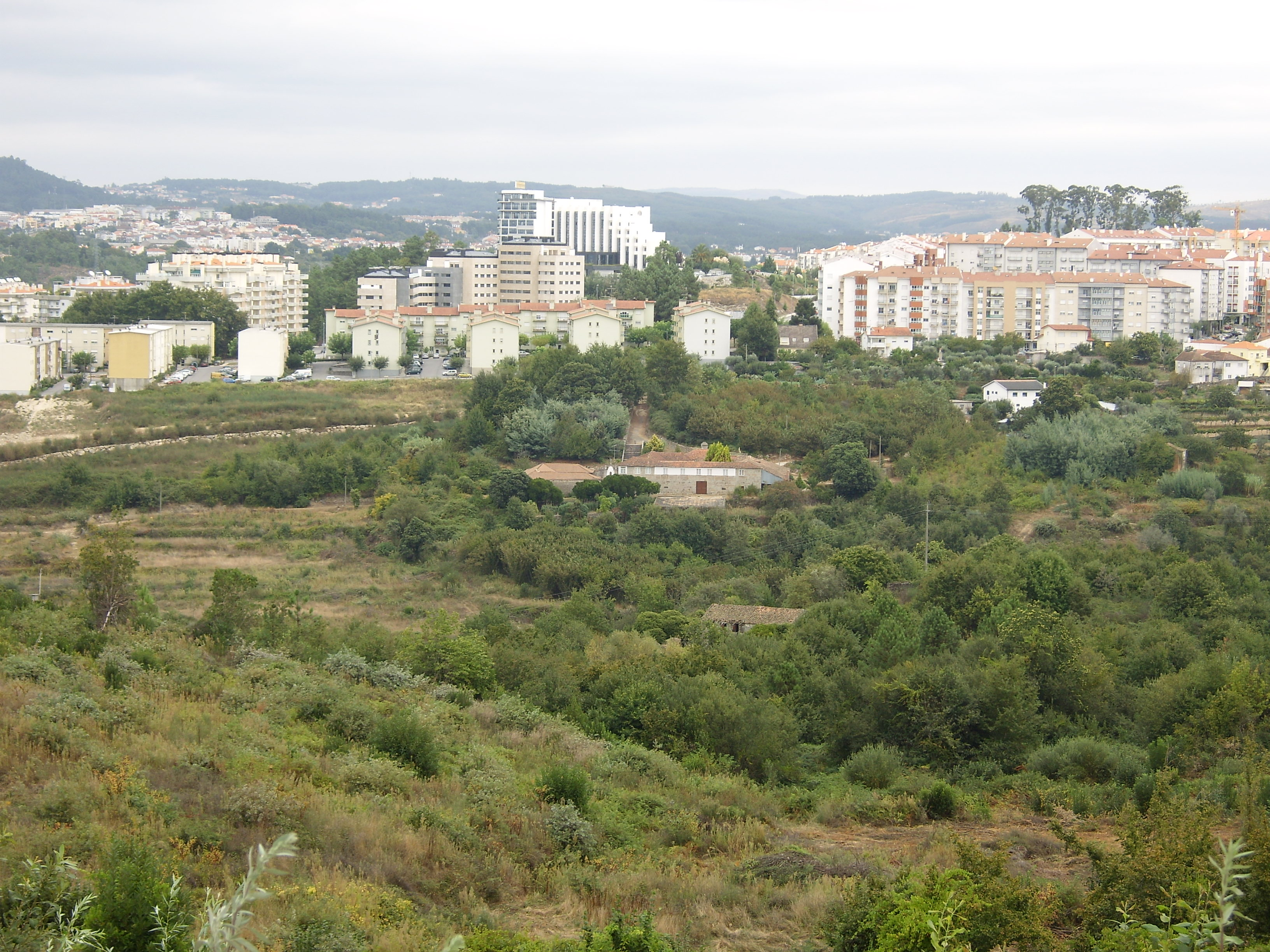
Quinta da Cruz
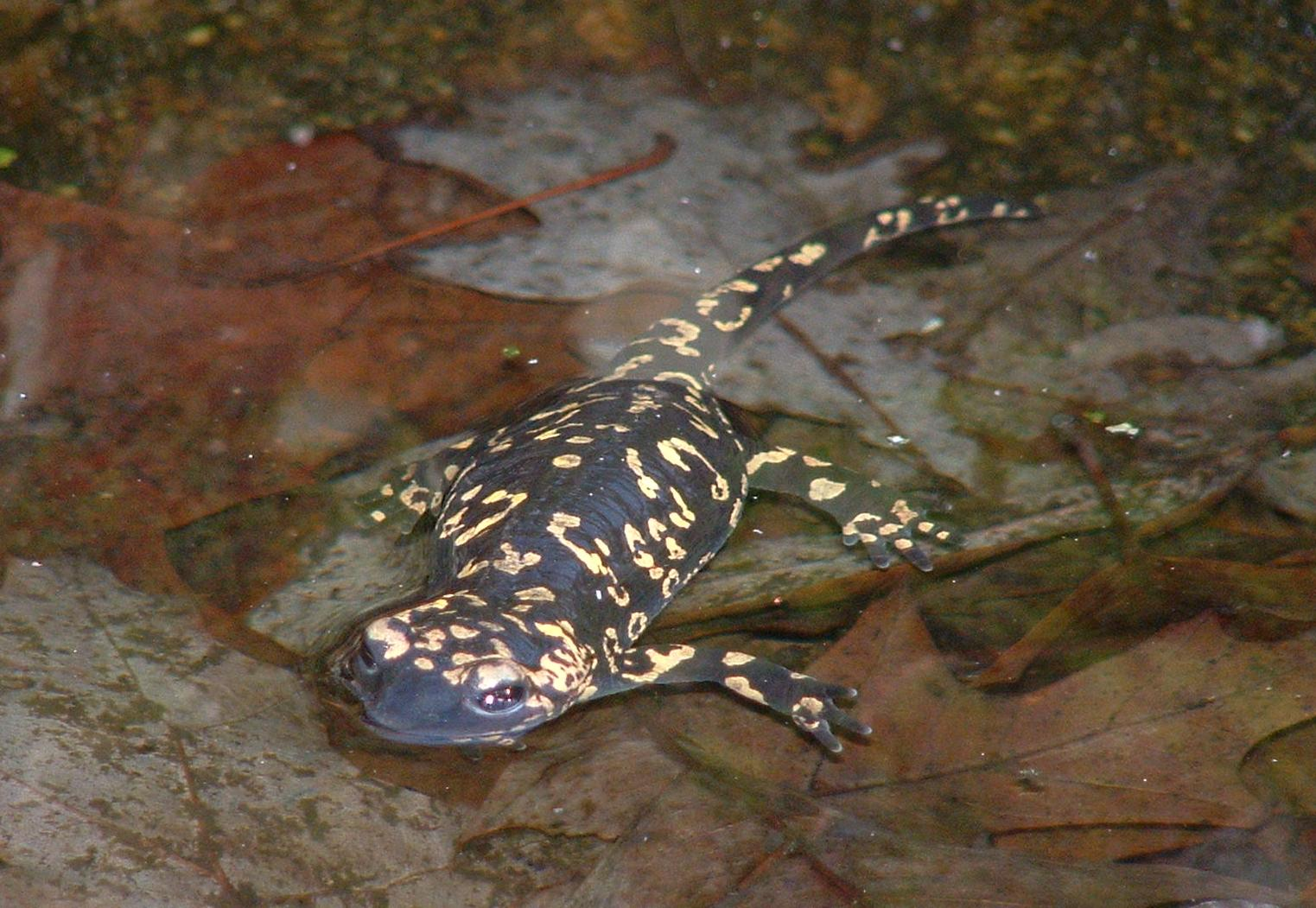
Salamandra no parque do Fontelo
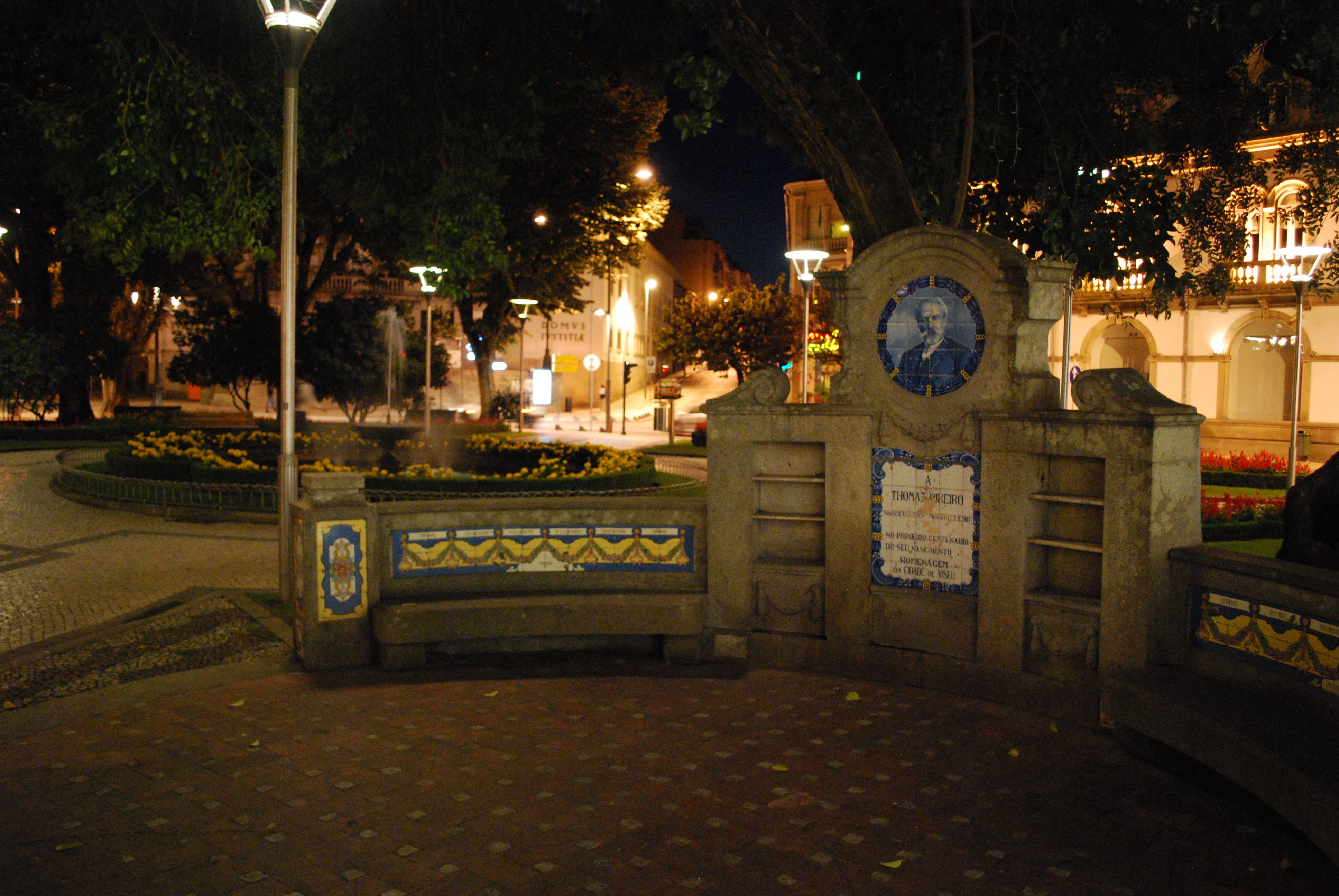
Jardim Tomás Ribeiro

### Segurança
- Bombeiros Municipais na Praça D. João I
- Bombeiros Voluntários na Quinta da Ribeira, Rio de Loba
- Polícia Municipal no Pavilhão Multiusos
- Polícia de Segurança Pública no Bairro do Serrado
- Guarda Nacional Republicana em Abraveses
- Proteção Civil de Viseu

## Desporto

### Futebol
As equipas de futebol de Viseu são o Académico de Viseu Futebol Clube, Lusitano Futebol Clube de Vildemoinhos, o Sport Viseu e Benfica, Viseu 2001, Clube Futebol Os Repesenses, Futebol Clube de Ranhados, Grupo Desportivo de Abraveses, Viseu United Football Club e Dínamo da Estação (camadas jovens).
Os estádios de Viseu são o Estádio do Fontelo, localizado no parque Florestal do Fontelo, e o Estádio dos Trambelos, em Vildemoinhos.

### Voleibol
Viseu, para além das equipas de voleibol associadas ao Desporto Escolar, conta com o CARDES (equipa federada que integra campeonatos nacionais), cujos treinos e jogos decorrem no Pavilhão do Fontelo.

### Equipamentos municipais
| - Ecopista de Viseu - Estádio do Fontelo - Estádio dos Trambelos - Campo Alves Madeira - Campo 1º de Maio - Campo da Quinta da Cruz - Campo de Futebol de Sete do Fontelo - Pavilhão Polidesportivo do Fontelo | - Complexo Municipal de Piscinas do Fontelo - Campo de Ténis do Fontelo - Polidesportivo do Fontelo - Campo de Futebol de Cinco do Fontelo - Pavilhão de Judo do Fontelo - Circuito de Manutenção do Fontelo - Pista de Corta-Mato - Campo/Zona de lançamentos | - Cerca de 90 polidesportivos espalhados pelo concelho - Pavilhão Desportivo Via Sacra - Pavilhão Desportivo / Piscina - Vilabeira - Repeses - Pavilhão Desportivo INATEL - Pavilhão Desportivo Folgosa - Lordosa - Pavilhão Desportivo do RI 14 |

### Full-Contact
Modalidade desportiva promovida pela Associação Full-Contact de Viseu com sede na Quinta da Carreira, Freguesia de São José em Viseu, no âmbito da sua longa e relevante atividade que, rapidamente se expandiu para além do distrito, dinamizando a pratica do Full-contact e mobilizando milhares de atletas de todos os distritos do país, originou assim, a fundação, também em Viseu, da Federação Portuguesa de Full-Contact.
Dos eventos realizados pela Associação Full-Contact de Viseu, destaca-se pela sua dimensão e representatividade internacional o Troféu Feira de São Mateus Ultimate Full-Contact realizado anualmente no Campo de Viriato inserido no programa da Feira de São Mateus.

## Gastronomia

### Vinhos
- Vinho do Dão
- Vinho Regional Beiras

### Carne
- Vitela assada com arroz de forno
- Cabrito assado
- Rojões com morcela e bauus cozidas
- Rancho à moda de Viseu
- Entrecosto com grelos e chouriço caseiro
- Arroz de feijão
- Arroz de carqueja

### Peixe
- Bacalhau à lagareiro
- Trutas de escabeche
- Bacalhau assado na brasa

### Doces
- Castanhas de ovos de Viseu
- Doces de ovos de Viseu
- Lampreia de ovos
- Pão de ló
- Leite creme
- Arroz-doce
- Pastéis de feijão
- Pastéis de Vouzela
- Viriato

## Comunicação

### Televisão
A cidade de Viseu tinha uma televisão regional, a Viseu TV, a funcionar na Internet desde 2006 até acabar com as suas emissões em 2011. O site apresentava informações da região, mas dava igualmente atenção às atividades de índole sociocultural, económica e desportiva da região de Viseu.

### Rádio
O concelho possui diversas emissoras de rádio de âmbito local e regional entre elas:
- Cidade FM Viseu - 102.8
- Estação Diária - 96.8
- Rádio Sim Viseu - 103.6/106.4
- RCI (Rádio Clube do Interior) - 105.5
- RFM - 91.7 / 104.6
- M80 Penalva do Castelo - 95.6

### Jornais
Viseu possui diversos jornais impressos diários, semanais ou bisemanais:
- Notícias de Viseu - www.noticiasdeviseu.com
- Diário de Viseu
- Notícias da Região
- Voz das Beiras
- Jornal do Centro
- Tribuna de Lafões
- Gazeta da Beira
- Jornal da Beira

### Portais de conteúdo e notícias
- Portal Viseu

## Serviços

### Equipamentos de saúde
Viseu é uma cidade que conta com um hospital central, com uma clínica privada e três centros de saúde (desdobrados agora em cinco USFs):
- Hospital de São Teotónio
- Clínica Privada
- USF: Grão Vasco, Viriato e USCSP Dom Duarte, na CS3 em Jugueiros, com capacidade para 15.000 pessoas
- USF: Infante Dom Henrique, Viseu Cidade, Lusitana e UCSP Coração de Viseu
- Sta. Maria, no edifício da segurança social, com capacidade para 20.000 pessoas
- Hospital CUF Viseu, junto ao Palácio do Gelo[42]

#### Em Construção
- USF: Centro Histórico de Viseu na Casa das Bocas, no Centro Histórico de Viseu com capacidade para 2.000 pessoas.[43]

|  |  |

A taxa média de mortalidade infantil é mais baixa no concelho de Viseu, situada em 3,7‰, do que na região de Dão-Lafões, com o valor de 4,8‰. O número de médicos por 1000 habitantes é também maior no concelho, com o valor de 3,8‰, que na região, nos 1,7‰.

### Estações de correios
Viseu é servida por oito estações de correios, estando uma situada no centro, outra na vila de Torredeita e as outras seis em grandes zonas habitacionais (Abraveses, Ranhados, São José, Coração de Jesus, Jugueiros, Viriato), faltando apenas uma na freguesia de Rio de Loba que é a segunda maior do concelho.

## Outros

### Filhos ilustres
- Viseenses notórios
- Naturais do distrito de Viseu